# Примамка (шахмат)
Примàмка в шахмата е опит да се провокира противник към привидно изгодно продължение, което в действителност се оказва погрешно.
В широк смисъл, според Яков Нейштадт, примамка е всеки хитър ход, който съдържа скрита заплаха и е предназначен да накара противника да пропусне. В тесен смисъл примамка не е провокация на грешка, а само такава, която е свързана с определен риск.
Примамките могат да бъдат класифицирани според естеството на „провокацията“: някои са предназначени за естествен предполагаем отговор, който се оказва грешка, други провокират противника към активни действия, които изглеждат „особено изгодни“. Има и примамки без риск за поставящия и с риск.
Особено популярни са дебютните примамки. Много от тях са познати отдавна, но има и нови под формата на домашни заготовки.
Понякога, ако опонентът отговори правилно, примамката може да влоши собствената позиция, както е ясно отразено в мата на Легал.

## Примамка в дебюта
Дебютните примамки се срещат в почти всеки дебют. Поради тази причина е популярно да се пишат шахматни книги за примамки в зависимост от дебюта. Например, книгата на Яков Нейштадт „250 примамки и комбинации“ е разделена на отворени, полуотворени и затворени дебюти.

### Френска защита
|   | a | b | c | d | e | f | g | h |   |
| 8 | черен топ на бяло поле a8 · черен офицер на бяло поле c8 · черен цар на бяло поле e8 · черен офицер на черно поле f8 · черен кон на бяло поле g8 · черен топ на черно поле h8 · черна пешка на черно поле a7 · черна пешка на бяло поле b7 · черна пешка на бяло поле f7 · черна пешка на черно поле g7 · черна пешка на бяло поле h7 · черна дама на черно поле b6 · черен кон на бяло поле c6 · черна пешка на бяло поле e6 · черна пешка на бяло поле d5 · бяла пешка на черно поле e5 · бяла пешка на черно поле d4 · бял офицер на бяло поле d3 · бял кон на бяло поле f3 · бяла пешка на бяло поле a2 · бяла пешка на черно поле b2 · бяла пешка на черно поле f2 · бяла пешка на бяло поле g2 · бяла пешка на черно поле h2 · бял топ на черно поле a1 · бял кон на бяло поле b1 · бял офицер на черно поле c1 · бяла дама на бяло поле d1 · бял цар на черно поле e1 · бял топ на бяло поле h1 | черен топ на бяло поле a8 · черен офицер на бяло поле c8 · черен цар на бяло поле e8 · черен офицер на черно поле f8 · черен кон на бяло поле g8 · черен топ на черно поле h8 · черна пешка на черно поле a7 · черна пешка на бяло поле b7 · черна пешка на бяло поле f7 · черна пешка на черно поле g7 · черна пешка на бяло поле h7 · черна дама на черно поле b6 · черен кон на бяло поле c6 · черна пешка на бяло поле e6 · черна пешка на бяло поле d5 · бяла пешка на черно поле e5 · бяла пешка на черно поле d4 · бял офицер на бяло поле d3 · бял кон на бяло поле f3 · бяла пешка на бяло поле a2 · бяла пешка на черно поле b2 · бяла пешка на черно поле f2 · бяла пешка на бяло поле g2 · бяла пешка на черно поле h2 · бял топ на черно поле a1 · бял кон на бяло поле b1 · бял офицер на черно поле c1 · бяла дама на бяло поле d1 · бял цар на черно поле e1 · бял топ на бяло поле h1 | черен топ на бяло поле a8 · черен офицер на бяло поле c8 · черен цар на бяло поле e8 · черен офицер на черно поле f8 · черен кон на бяло поле g8 · черен топ на черно поле h8 · черна пешка на черно поле a7 · черна пешка на бяло поле b7 · черна пешка на бяло поле f7 · черна пешка на черно поле g7 · черна пешка на бяло поле h7 · черна дама на черно поле b6 · черен кон на бяло поле c6 · черна пешка на бяло поле e6 · черна пешка на бяло поле d5 · бяла пешка на черно поле e5 · бяла пешка на черно поле d4 · бял офицер на бяло поле d3 · бял кон на бяло поле f3 · бяла пешка на бяло поле a2 · бяла пешка на черно поле b2 · бяла пешка на черно поле f2 · бяла пешка на бяло поле g2 · бяла пешка на черно поле h2 · бял топ на черно поле a1 · бял кон на бяло поле b1 · бял офицер на черно поле c1 · бяла дама на бяло поле d1 · бял цар на черно поле e1 · бял топ на бяло поле h1 | черен топ на бяло поле a8 · черен офицер на бяло поле c8 · черен цар на бяло поле e8 · черен офицер на черно поле f8 · черен кон на бяло поле g8 · черен топ на черно поле h8 · черна пешка на черно поле a7 · черна пешка на бяло поле b7 · черна пешка на бяло поле f7 · черна пешка на черно поле g7 · черна пешка на бяло поле h7 · черна дама на черно поле b6 · черен кон на бяло поле c6 · черна пешка на бяло поле e6 · черна пешка на бяло поле d5 · бяла пешка на черно поле e5 · бяла пешка на черно поле d4 · бял офицер на бяло поле d3 · бял кон на бяло поле f3 · бяла пешка на бяло поле a2 · бяла пешка на черно поле b2 · бяла пешка на черно поле f2 · бяла пешка на бяло поле g2 · бяла пешка на черно поле h2 · бял топ на черно поле a1 · бял кон на бяло поле b1 · бял офицер на черно поле c1 · бяла дама на бяло поле d1 · бял цар на черно поле e1 · бял топ на бяло поле h1 | черен топ на бяло поле a8 · черен офицер на бяло поле c8 · черен цар на бяло поле e8 · черен офицер на черно поле f8 · черен кон на бяло поле g8 · черен топ на черно поле h8 · черна пешка на черно поле a7 · черна пешка на бяло поле b7 · черна пешка на бяло поле f7 · черна пешка на черно поле g7 · черна пешка на бяло поле h7 · черна дама на черно поле b6 · черен кон на бяло поле c6 · черна пешка на бяло поле e6 · черна пешка на бяло поле d5 · бяла пешка на черно поле e5 · бяла пешка на черно поле d4 · бял офицер на бяло поле d3 · бял кон на бяло поле f3 · бяла пешка на бяло поле a2 · бяла пешка на черно поле b2 · бяла пешка на черно поле f2 · бяла пешка на бяло поле g2 · бяла пешка на черно поле h2 · бял топ на черно поле a1 · бял кон на бяло поле b1 · бял офицер на черно поле c1 · бяла дама на бяло поле d1 · бял цар на черно поле e1 · бял топ на бяло поле h1 | черен топ на бяло поле a8 · черен офицер на бяло поле c8 · черен цар на бяло поле e8 · черен офицер на черно поле f8 · черен кон на бяло поле g8 · черен топ на черно поле h8 · черна пешка на черно поле a7 · черна пешка на бяло поле b7 · черна пешка на бяло поле f7 · черна пешка на черно поле g7 · черна пешка на бяло поле h7 · черна дама на черно поле b6 · черен кон на бяло поле c6 · черна пешка на бяло поле e6 · черна пешка на бяло поле d5 · бяла пешка на черно поле e5 · бяла пешка на черно поле d4 · бял офицер на бяло поле d3 · бял кон на бяло поле f3 · бяла пешка на бяло поле a2 · бяла пешка на черно поле b2 · бяла пешка на черно поле f2 · бяла пешка на бяло поле g2 · бяла пешка на черно поле h2 · бял топ на черно поле a1 · бял кон на бяло поле b1 · бял офицер на черно поле c1 · бяла дама на бяло поле d1 · бял цар на черно поле e1 · бял топ на бяло поле h1 | черен топ на бяло поле a8 · черен офицер на бяло поле c8 · черен цар на бяло поле e8 · черен офицер на черно поле f8 · черен кон на бяло поле g8 · черен топ на черно поле h8 · черна пешка на черно поле a7 · черна пешка на бяло поле b7 · черна пешка на бяло поле f7 · черна пешка на черно поле g7 · черна пешка на бяло поле h7 · черна дама на черно поле b6 · черен кон на бяло поле c6 · черна пешка на бяло поле e6 · черна пешка на бяло поле d5 · бяла пешка на черно поле e5 · бяла пешка на черно поле d4 · бял офицер на бяло поле d3 · бял кон на бяло поле f3 · бяла пешка на бяло поле a2 · бяла пешка на черно поле b2 · бяла пешка на черно поле f2 · бяла пешка на бяло поле g2 · бяла пешка на черно поле h2 · бял топ на черно поле a1 · бял кон на бяло поле b1 · бял офицер на черно поле c1 · бяла дама на бяло поле d1 · бял цар на черно поле e1 · бял топ на бяло поле h1 | черен топ на бяло поле a8 · черен офицер на бяло поле c8 · черен цар на бяло поле e8 · черен офицер на черно поле f8 · черен кон на бяло поле g8 · черен топ на черно поле h8 · черна пешка на черно поле a7 · черна пешка на бяло поле b7 · черна пешка на бяло поле f7 · черна пешка на черно поле g7 · черна пешка на бяло поле h7 · черна дама на черно поле b6 · черен кон на бяло поле c6 · черна пешка на бяло поле e6 · черна пешка на бяло поле d5 · бяла пешка на черно поле e5 · бяла пешка на черно поле d4 · бял офицер на бяло поле d3 · бял кон на бяло поле f3 · бяла пешка на бяло поле a2 · бяла пешка на черно поле b2 · бяла пешка на черно поле f2 · бяла пешка на бяло поле g2 · бяла пешка на черно поле h2 · бял топ на черно поле a1 · бял кон на бяло поле b1 · бял офицер на черно поле c1 · бяла дама на бяло поле d1 · бял цар на черно поле e1 · бял топ на бяло поле h1 | 8 |
| 7 | черен топ на бяло поле a8 · черен офицер на бяло поле c8 · черен цар на бяло поле e8 · черен офицер на черно поле f8 · черен кон на бяло поле g8 · черен топ на черно поле h8 · черна пешка на черно поле a7 · черна пешка на бяло поле b7 · черна пешка на бяло поле f7 · черна пешка на черно поле g7 · черна пешка на бяло поле h7 · черна дама на черно поле b6 · черен кон на бяло поле c6 · черна пешка на бяло поле e6 · черна пешка на бяло поле d5 · бяла пешка на черно поле e5 · бяла пешка на черно поле d4 · бял офицер на бяло поле d3 · бял кон на бяло поле f3 · бяла пешка на бяло поле a2 · бяла пешка на черно поле b2 · бяла пешка на черно поле f2 · бяла пешка на бяло поле g2 · бяла пешка на черно поле h2 · бял топ на черно поле a1 · бял кон на бяло поле b1 · бял офицер на черно поле c1 · бяла дама на бяло поле d1 · бял цар на черно поле e1 · бял топ на бяло поле h1 | черен топ на бяло поле a8 · черен офицер на бяло поле c8 · черен цар на бяло поле e8 · черен офицер на черно поле f8 · черен кон на бяло поле g8 · черен топ на черно поле h8 · черна пешка на черно поле a7 · черна пешка на бяло поле b7 · черна пешка на бяло поле f7 · черна пешка на черно поле g7 · черна пешка на бяло поле h7 · черна дама на черно поле b6 · черен кон на бяло поле c6 · черна пешка на бяло поле e6 · черна пешка на бяло поле d5 · бяла пешка на черно поле e5 · бяла пешка на черно поле d4 · бял офицер на бяло поле d3 · бял кон на бяло поле f3 · бяла пешка на бяло поле a2 · бяла пешка на черно поле b2 · бяла пешка на черно поле f2 · бяла пешка на бяло поле g2 · бяла пешка на черно поле h2 · бял топ на черно поле a1 · бял кон на бяло поле b1 · бял офицер на черно поле c1 · бяла дама на бяло поле d1 · бял цар на черно поле e1 · бял топ на бяло поле h1 | черен топ на бяло поле a8 · черен офицер на бяло поле c8 · черен цар на бяло поле e8 · черен офицер на черно поле f8 · черен кон на бяло поле g8 · черен топ на черно поле h8 · черна пешка на черно поле a7 · черна пешка на бяло поле b7 · черна пешка на бяло поле f7 · черна пешка на черно поле g7 · черна пешка на бяло поле h7 · черна дама на черно поле b6 · черен кон на бяло поле c6 · черна пешка на бяло поле e6 · черна пешка на бяло поле d5 · бяла пешка на черно поле e5 · бяла пешка на черно поле d4 · бял офицер на бяло поле d3 · бял кон на бяло поле f3 · бяла пешка на бяло поле a2 · бяла пешка на черно поле b2 · бяла пешка на черно поле f2 · бяла пешка на бяло поле g2 · бяла пешка на черно поле h2 · бял топ на черно поле a1 · бял кон на бяло поле b1 · бял офицер на черно поле c1 · бяла дама на бяло поле d1 · бял цар на черно поле e1 · бял топ на бяло поле h1 | черен топ на бяло поле a8 · черен офицер на бяло поле c8 · черен цар на бяло поле e8 · черен офицер на черно поле f8 · черен кон на бяло поле g8 · черен топ на черно поле h8 · черна пешка на черно поле a7 · черна пешка на бяло поле b7 · черна пешка на бяло поле f7 · черна пешка на черно поле g7 · черна пешка на бяло поле h7 · черна дама на черно поле b6 · черен кон на бяло поле c6 · черна пешка на бяло поле e6 · черна пешка на бяло поле d5 · бяла пешка на черно поле e5 · бяла пешка на черно поле d4 · бял офицер на бяло поле d3 · бял кон на бяло поле f3 · бяла пешка на бяло поле a2 · бяла пешка на черно поле b2 · бяла пешка на черно поле f2 · бяла пешка на бяло поле g2 · бяла пешка на черно поле h2 · бял топ на черно поле a1 · бял кон на бяло поле b1 · бял офицер на черно поле c1 · бяла дама на бяло поле d1 · бял цар на черно поле e1 · бял топ на бяло поле h1 | черен топ на бяло поле a8 · черен офицер на бяло поле c8 · черен цар на бяло поле e8 · черен офицер на черно поле f8 · черен кон на бяло поле g8 · черен топ на черно поле h8 · черна пешка на черно поле a7 · черна пешка на бяло поле b7 · черна пешка на бяло поле f7 · черна пешка на черно поле g7 · черна пешка на бяло поле h7 · черна дама на черно поле b6 · черен кон на бяло поле c6 · черна пешка на бяло поле e6 · черна пешка на бяло поле d5 · бяла пешка на черно поле e5 · бяла пешка на черно поле d4 · бял офицер на бяло поле d3 · бял кон на бяло поле f3 · бяла пешка на бяло поле a2 · бяла пешка на черно поле b2 · бяла пешка на черно поле f2 · бяла пешка на бяло поле g2 · бяла пешка на черно поле h2 · бял топ на черно поле a1 · бял кон на бяло поле b1 · бял офицер на черно поле c1 · бяла дама на бяло поле d1 · бял цар на черно поле e1 · бял топ на бяло поле h1 | черен топ на бяло поле a8 · черен офицер на бяло поле c8 · черен цар на бяло поле e8 · черен офицер на черно поле f8 · черен кон на бяло поле g8 · черен топ на черно поле h8 · черна пешка на черно поле a7 · черна пешка на бяло поле b7 · черна пешка на бяло поле f7 · черна пешка на черно поле g7 · черна пешка на бяло поле h7 · черна дама на черно поле b6 · черен кон на бяло поле c6 · черна пешка на бяло поле e6 · черна пешка на бяло поле d5 · бяла пешка на черно поле e5 · бяла пешка на черно поле d4 · бял офицер на бяло поле d3 · бял кон на бяло поле f3 · бяла пешка на бяло поле a2 · бяла пешка на черно поле b2 · бяла пешка на черно поле f2 · бяла пешка на бяло поле g2 · бяла пешка на черно поле h2 · бял топ на черно поле a1 · бял кон на бяло поле b1 · бял офицер на черно поле c1 · бяла дама на бяло поле d1 · бял цар на черно поле e1 · бял топ на бяло поле h1 | черен топ на бяло поле a8 · черен офицер на бяло поле c8 · черен цар на бяло поле e8 · черен офицер на черно поле f8 · черен кон на бяло поле g8 · черен топ на черно поле h8 · черна пешка на черно поле a7 · черна пешка на бяло поле b7 · черна пешка на бяло поле f7 · черна пешка на черно поле g7 · черна пешка на бяло поле h7 · черна дама на черно поле b6 · черен кон на бяло поле c6 · черна пешка на бяло поле e6 · черна пешка на бяло поле d5 · бяла пешка на черно поле e5 · бяла пешка на черно поле d4 · бял офицер на бяло поле d3 · бял кон на бяло поле f3 · бяла пешка на бяло поле a2 · бяла пешка на черно поле b2 · бяла пешка на черно поле f2 · бяла пешка на бяло поле g2 · бяла пешка на черно поле h2 · бял топ на черно поле a1 · бял кон на бяло поле b1 · бял офицер на черно поле c1 · бяла дама на бяло поле d1 · бял цар на черно поле e1 · бял топ на бяло поле h1 | черен топ на бяло поле a8 · черен офицер на бяло поле c8 · черен цар на бяло поле e8 · черен офицер на черно поле f8 · черен кон на бяло поле g8 · черен топ на черно поле h8 · черна пешка на черно поле a7 · черна пешка на бяло поле b7 · черна пешка на бяло поле f7 · черна пешка на черно поле g7 · черна пешка на бяло поле h7 · черна дама на черно поле b6 · черен кон на бяло поле c6 · черна пешка на бяло поле e6 · черна пешка на бяло поле d5 · бяла пешка на черно поле e5 · бяла пешка на черно поле d4 · бял офицер на бяло поле d3 · бял кон на бяло поле f3 · бяла пешка на бяло поле a2 · бяла пешка на черно поле b2 · бяла пешка на черно поле f2 · бяла пешка на бяло поле g2 · бяла пешка на черно поле h2 · бял топ на черно поле a1 · бял кон на бяло поле b1 · бял офицер на черно поле c1 · бяла дама на бяло поле d1 · бял цар на черно поле e1 · бял топ на бяло поле h1 | 7 |
| 6 | черен топ на бяло поле a8 · черен офицер на бяло поле c8 · черен цар на бяло поле e8 · черен офицер на черно поле f8 · черен кон на бяло поле g8 · черен топ на черно поле h8 · черна пешка на черно поле a7 · черна пешка на бяло поле b7 · черна пешка на бяло поле f7 · черна пешка на черно поле g7 · черна пешка на бяло поле h7 · черна дама на черно поле b6 · черен кон на бяло поле c6 · черна пешка на бяло поле e6 · черна пешка на бяло поле d5 · бяла пешка на черно поле e5 · бяла пешка на черно поле d4 · бял офицер на бяло поле d3 · бял кон на бяло поле f3 · бяла пешка на бяло поле a2 · бяла пешка на черно поле b2 · бяла пешка на черно поле f2 · бяла пешка на бяло поле g2 · бяла пешка на черно поле h2 · бял топ на черно поле a1 · бял кон на бяло поле b1 · бял офицер на черно поле c1 · бяла дама на бяло поле d1 · бял цар на черно поле e1 · бял топ на бяло поле h1 | черен топ на бяло поле a8 · черен офицер на бяло поле c8 · черен цар на бяло поле e8 · черен офицер на черно поле f8 · черен кон на бяло поле g8 · черен топ на черно поле h8 · черна пешка на черно поле a7 · черна пешка на бяло поле b7 · черна пешка на бяло поле f7 · черна пешка на черно поле g7 · черна пешка на бяло поле h7 · черна дама на черно поле b6 · черен кон на бяло поле c6 · черна пешка на бяло поле e6 · черна пешка на бяло поле d5 · бяла пешка на черно поле e5 · бяла пешка на черно поле d4 · бял офицер на бяло поле d3 · бял кон на бяло поле f3 · бяла пешка на бяло поле a2 · бяла пешка на черно поле b2 · бяла пешка на черно поле f2 · бяла пешка на бяло поле g2 · бяла пешка на черно поле h2 · бял топ на черно поле a1 · бял кон на бяло поле b1 · бял офицер на черно поле c1 · бяла дама на бяло поле d1 · бял цар на черно поле e1 · бял топ на бяло поле h1 | черен топ на бяло поле a8 · черен офицер на бяло поле c8 · черен цар на бяло поле e8 · черен офицер на черно поле f8 · черен кон на бяло поле g8 · черен топ на черно поле h8 · черна пешка на черно поле a7 · черна пешка на бяло поле b7 · черна пешка на бяло поле f7 · черна пешка на черно поле g7 · черна пешка на бяло поле h7 · черна дама на черно поле b6 · черен кон на бяло поле c6 · черна пешка на бяло поле e6 · черна пешка на бяло поле d5 · бяла пешка на черно поле e5 · бяла пешка на черно поле d4 · бял офицер на бяло поле d3 · бял кон на бяло поле f3 · бяла пешка на бяло поле a2 · бяла пешка на черно поле b2 · бяла пешка на черно поле f2 · бяла пешка на бяло поле g2 · бяла пешка на черно поле h2 · бял топ на черно поле a1 · бял кон на бяло поле b1 · бял офицер на черно поле c1 · бяла дама на бяло поле d1 · бял цар на черно поле e1 · бял топ на бяло поле h1 | черен топ на бяло поле a8 · черен офицер на бяло поле c8 · черен цар на бяло поле e8 · черен офицер на черно поле f8 · черен кон на бяло поле g8 · черен топ на черно поле h8 · черна пешка на черно поле a7 · черна пешка на бяло поле b7 · черна пешка на бяло поле f7 · черна пешка на черно поле g7 · черна пешка на бяло поле h7 · черна дама на черно поле b6 · черен кон на бяло поле c6 · черна пешка на бяло поле e6 · черна пешка на бяло поле d5 · бяла пешка на черно поле e5 · бяла пешка на черно поле d4 · бял офицер на бяло поле d3 · бял кон на бяло поле f3 · бяла пешка на бяло поле a2 · бяла пешка на черно поле b2 · бяла пешка на черно поле f2 · бяла пешка на бяло поле g2 · бяла пешка на черно поле h2 · бял топ на черно поле a1 · бял кон на бяло поле b1 · бял офицер на черно поле c1 · бяла дама на бяло поле d1 · бял цар на черно поле e1 · бял топ на бяло поле h1 | черен топ на бяло поле a8 · черен офицер на бяло поле c8 · черен цар на бяло поле e8 · черен офицер на черно поле f8 · черен кон на бяло поле g8 · черен топ на черно поле h8 · черна пешка на черно поле a7 · черна пешка на бяло поле b7 · черна пешка на бяло поле f7 · черна пешка на черно поле g7 · черна пешка на бяло поле h7 · черна дама на черно поле b6 · черен кон на бяло поле c6 · черна пешка на бяло поле e6 · черна пешка на бяло поле d5 · бяла пешка на черно поле e5 · бяла пешка на черно поле d4 · бял офицер на бяло поле d3 · бял кон на бяло поле f3 · бяла пешка на бяло поле a2 · бяла пешка на черно поле b2 · бяла пешка на черно поле f2 · бяла пешка на бяло поле g2 · бяла пешка на черно поле h2 · бял топ на черно поле a1 · бял кон на бяло поле b1 · бял офицер на черно поле c1 · бяла дама на бяло поле d1 · бял цар на черно поле e1 · бял топ на бяло поле h1 | черен топ на бяло поле a8 · черен офицер на бяло поле c8 · черен цар на бяло поле e8 · черен офицер на черно поле f8 · черен кон на бяло поле g8 · черен топ на черно поле h8 · черна пешка на черно поле a7 · черна пешка на бяло поле b7 · черна пешка на бяло поле f7 · черна пешка на черно поле g7 · черна пешка на бяло поле h7 · черна дама на черно поле b6 · черен кон на бяло поле c6 · черна пешка на бяло поле e6 · черна пешка на бяло поле d5 · бяла пешка на черно поле e5 · бяла пешка на черно поле d4 · бял офицер на бяло поле d3 · бял кон на бяло поле f3 · бяла пешка на бяло поле a2 · бяла пешка на черно поле b2 · бяла пешка на черно поле f2 · бяла пешка на бяло поле g2 · бяла пешка на черно поле h2 · бял топ на черно поле a1 · бял кон на бяло поле b1 · бял офицер на черно поле c1 · бяла дама на бяло поле d1 · бял цар на черно поле e1 · бял топ на бяло поле h1 | черен топ на бяло поле a8 · черен офицер на бяло поле c8 · черен цар на бяло поле e8 · черен офицер на черно поле f8 · черен кон на бяло поле g8 · черен топ на черно поле h8 · черна пешка на черно поле a7 · черна пешка на бяло поле b7 · черна пешка на бяло поле f7 · черна пешка на черно поле g7 · черна пешка на бяло поле h7 · черна дама на черно поле b6 · черен кон на бяло поле c6 · черна пешка на бяло поле e6 · черна пешка на бяло поле d5 · бяла пешка на черно поле e5 · бяла пешка на черно поле d4 · бял офицер на бяло поле d3 · бял кон на бяло поле f3 · бяла пешка на бяло поле a2 · бяла пешка на черно поле b2 · бяла пешка на черно поле f2 · бяла пешка на бяло поле g2 · бяла пешка на черно поле h2 · бял топ на черно поле a1 · бял кон на бяло поле b1 · бял офицер на черно поле c1 · бяла дама на бяло поле d1 · бял цар на черно поле e1 · бял топ на бяло поле h1 | черен топ на бяло поле a8 · черен офицер на бяло поле c8 · черен цар на бяло поле e8 · черен офицер на черно поле f8 · черен кон на бяло поле g8 · черен топ на черно поле h8 · черна пешка на черно поле a7 · черна пешка на бяло поле b7 · черна пешка на бяло поле f7 · черна пешка на черно поле g7 · черна пешка на бяло поле h7 · черна дама на черно поле b6 · черен кон на бяло поле c6 · черна пешка на бяло поле e6 · черна пешка на бяло поле d5 · бяла пешка на черно поле e5 · бяла пешка на черно поле d4 · бял офицер на бяло поле d3 · бял кон на бяло поле f3 · бяла пешка на бяло поле a2 · бяла пешка на черно поле b2 · бяла пешка на черно поле f2 · бяла пешка на бяло поле g2 · бяла пешка на черно поле h2 · бял топ на черно поле a1 · бял кон на бяло поле b1 · бял офицер на черно поле c1 · бяла дама на бяло поле d1 · бял цар на черно поле e1 · бял топ на бяло поле h1 | 6 |
| 5 | черен топ на бяло поле a8 · черен офицер на бяло поле c8 · черен цар на бяло поле e8 · черен офицер на черно поле f8 · черен кон на бяло поле g8 · черен топ на черно поле h8 · черна пешка на черно поле a7 · черна пешка на бяло поле b7 · черна пешка на бяло поле f7 · черна пешка на черно поле g7 · черна пешка на бяло поле h7 · черна дама на черно поле b6 · черен кон на бяло поле c6 · черна пешка на бяло поле e6 · черна пешка на бяло поле d5 · бяла пешка на черно поле e5 · бяла пешка на черно поле d4 · бял офицер на бяло поле d3 · бял кон на бяло поле f3 · бяла пешка на бяло поле a2 · бяла пешка на черно поле b2 · бяла пешка на черно поле f2 · бяла пешка на бяло поле g2 · бяла пешка на черно поле h2 · бял топ на черно поле a1 · бял кон на бяло поле b1 · бял офицер на черно поле c1 · бяла дама на бяло поле d1 · бял цар на черно поле e1 · бял топ на бяло поле h1 | черен топ на бяло поле a8 · черен офицер на бяло поле c8 · черен цар на бяло поле e8 · черен офицер на черно поле f8 · черен кон на бяло поле g8 · черен топ на черно поле h8 · черна пешка на черно поле a7 · черна пешка на бяло поле b7 · черна пешка на бяло поле f7 · черна пешка на черно поле g7 · черна пешка на бяло поле h7 · черна дама на черно поле b6 · черен кон на бяло поле c6 · черна пешка на бяло поле e6 · черна пешка на бяло поле d5 · бяла пешка на черно поле e5 · бяла пешка на черно поле d4 · бял офицер на бяло поле d3 · бял кон на бяло поле f3 · бяла пешка на бяло поле a2 · бяла пешка на черно поле b2 · бяла пешка на черно поле f2 · бяла пешка на бяло поле g2 · бяла пешка на черно поле h2 · бял топ на черно поле a1 · бял кон на бяло поле b1 · бял офицер на черно поле c1 · бяла дама на бяло поле d1 · бял цар на черно поле e1 · бял топ на бяло поле h1 | черен топ на бяло поле a8 · черен офицер на бяло поле c8 · черен цар на бяло поле e8 · черен офицер на черно поле f8 · черен кон на бяло поле g8 · черен топ на черно поле h8 · черна пешка на черно поле a7 · черна пешка на бяло поле b7 · черна пешка на бяло поле f7 · черна пешка на черно поле g7 · черна пешка на бяло поле h7 · черна дама на черно поле b6 · черен кон на бяло поле c6 · черна пешка на бяло поле e6 · черна пешка на бяло поле d5 · бяла пешка на черно поле e5 · бяла пешка на черно поле d4 · бял офицер на бяло поле d3 · бял кон на бяло поле f3 · бяла пешка на бяло поле a2 · бяла пешка на черно поле b2 · бяла пешка на черно поле f2 · бяла пешка на бяло поле g2 · бяла пешка на черно поле h2 · бял топ на черно поле a1 · бял кон на бяло поле b1 · бял офицер на черно поле c1 · бяла дама на бяло поле d1 · бял цар на черно поле e1 · бял топ на бяло поле h1 | черен топ на бяло поле a8 · черен офицер на бяло поле c8 · черен цар на бяло поле e8 · черен офицер на черно поле f8 · черен кон на бяло поле g8 · черен топ на черно поле h8 · черна пешка на черно поле a7 · черна пешка на бяло поле b7 · черна пешка на бяло поле f7 · черна пешка на черно поле g7 · черна пешка на бяло поле h7 · черна дама на черно поле b6 · черен кон на бяло поле c6 · черна пешка на бяло поле e6 · черна пешка на бяло поле d5 · бяла пешка на черно поле e5 · бяла пешка на черно поле d4 · бял офицер на бяло поле d3 · бял кон на бяло поле f3 · бяла пешка на бяло поле a2 · бяла пешка на черно поле b2 · бяла пешка на черно поле f2 · бяла пешка на бяло поле g2 · бяла пешка на черно поле h2 · бял топ на черно поле a1 · бял кон на бяло поле b1 · бял офицер на черно поле c1 · бяла дама на бяло поле d1 · бял цар на черно поле e1 · бял топ на бяло поле h1 | черен топ на бяло поле a8 · черен офицер на бяло поле c8 · черен цар на бяло поле e8 · черен офицер на черно поле f8 · черен кон на бяло поле g8 · черен топ на черно поле h8 · черна пешка на черно поле a7 · черна пешка на бяло поле b7 · черна пешка на бяло поле f7 · черна пешка на черно поле g7 · черна пешка на бяло поле h7 · черна дама на черно поле b6 · черен кон на бяло поле c6 · черна пешка на бяло поле e6 · черна пешка на бяло поле d5 · бяла пешка на черно поле e5 · бяла пешка на черно поле d4 · бял офицер на бяло поле d3 · бял кон на бяло поле f3 · бяла пешка на бяло поле a2 · бяла пешка на черно поле b2 · бяла пешка на черно поле f2 · бяла пешка на бяло поле g2 · бяла пешка на черно поле h2 · бял топ на черно поле a1 · бял кон на бяло поле b1 · бял офицер на черно поле c1 · бяла дама на бяло поле d1 · бял цар на черно поле e1 · бял топ на бяло поле h1 | черен топ на бяло поле a8 · черен офицер на бяло поле c8 · черен цар на бяло поле e8 · черен офицер на черно поле f8 · черен кон на бяло поле g8 · черен топ на черно поле h8 · черна пешка на черно поле a7 · черна пешка на бяло поле b7 · черна пешка на бяло поле f7 · черна пешка на черно поле g7 · черна пешка на бяло поле h7 · черна дама на черно поле b6 · черен кон на бяло поле c6 · черна пешка на бяло поле e6 · черна пешка на бяло поле d5 · бяла пешка на черно поле e5 · бяла пешка на черно поле d4 · бял офицер на бяло поле d3 · бял кон на бяло поле f3 · бяла пешка на бяло поле a2 · бяла пешка на черно поле b2 · бяла пешка на черно поле f2 · бяла пешка на бяло поле g2 · бяла пешка на черно поле h2 · бял топ на черно поле a1 · бял кон на бяло поле b1 · бял офицер на черно поле c1 · бяла дама на бяло поле d1 · бял цар на черно поле e1 · бял топ на бяло поле h1 | черен топ на бяло поле a8 · черен офицер на бяло поле c8 · черен цар на бяло поле e8 · черен офицер на черно поле f8 · черен кон на бяло поле g8 · черен топ на черно поле h8 · черна пешка на черно поле a7 · черна пешка на бяло поле b7 · черна пешка на бяло поле f7 · черна пешка на черно поле g7 · черна пешка на бяло поле h7 · черна дама на черно поле b6 · черен кон на бяло поле c6 · черна пешка на бяло поле e6 · черна пешка на бяло поле d5 · бяла пешка на черно поле e5 · бяла пешка на черно поле d4 · бял офицер на бяло поле d3 · бял кон на бяло поле f3 · бяла пешка на бяло поле a2 · бяла пешка на черно поле b2 · бяла пешка на черно поле f2 · бяла пешка на бяло поле g2 · бяла пешка на черно поле h2 · бял топ на черно поле a1 · бял кон на бяло поле b1 · бял офицер на черно поле c1 · бяла дама на бяло поле d1 · бял цар на черно поле e1 · бял топ на бяло поле h1 | черен топ на бяло поле a8 · черен офицер на бяло поле c8 · черен цар на бяло поле e8 · черен офицер на черно поле f8 · черен кон на бяло поле g8 · черен топ на черно поле h8 · черна пешка на черно поле a7 · черна пешка на бяло поле b7 · черна пешка на бяло поле f7 · черна пешка на черно поле g7 · черна пешка на бяло поле h7 · черна дама на черно поле b6 · черен кон на бяло поле c6 · черна пешка на бяло поле e6 · черна пешка на бяло поле d5 · бяла пешка на черно поле e5 · бяла пешка на черно поле d4 · бял офицер на бяло поле d3 · бял кон на бяло поле f3 · бяла пешка на бяло поле a2 · бяла пешка на черно поле b2 · бяла пешка на черно поле f2 · бяла пешка на бяло поле g2 · бяла пешка на черно поле h2 · бял топ на черно поле a1 · бял кон на бяло поле b1 · бял офицер на черно поле c1 · бяла дама на бяло поле d1 · бял цар на черно поле e1 · бял топ на бяло поле h1 | 5 |
| 4 | черен топ на бяло поле a8 · черен офицер на бяло поле c8 · черен цар на бяло поле e8 · черен офицер на черно поле f8 · черен кон на бяло поле g8 · черен топ на черно поле h8 · черна пешка на черно поле a7 · черна пешка на бяло поле b7 · черна пешка на бяло поле f7 · черна пешка на черно поле g7 · черна пешка на бяло поле h7 · черна дама на черно поле b6 · черен кон на бяло поле c6 · черна пешка на бяло поле e6 · черна пешка на бяло поле d5 · бяла пешка на черно поле e5 · бяла пешка на черно поле d4 · бял офицер на бяло поле d3 · бял кон на бяло поле f3 · бяла пешка на бяло поле a2 · бяла пешка на черно поле b2 · бяла пешка на черно поле f2 · бяла пешка на бяло поле g2 · бяла пешка на черно поле h2 · бял топ на черно поле a1 · бял кон на бяло поле b1 · бял офицер на черно поле c1 · бяла дама на бяло поле d1 · бял цар на черно поле e1 · бял топ на бяло поле h1 | черен топ на бяло поле a8 · черен офицер на бяло поле c8 · черен цар на бяло поле e8 · черен офицер на черно поле f8 · черен кон на бяло поле g8 · черен топ на черно поле h8 · черна пешка на черно поле a7 · черна пешка на бяло поле b7 · черна пешка на бяло поле f7 · черна пешка на черно поле g7 · черна пешка на бяло поле h7 · черна дама на черно поле b6 · черен кон на бяло поле c6 · черна пешка на бяло поле e6 · черна пешка на бяло поле d5 · бяла пешка на черно поле e5 · бяла пешка на черно поле d4 · бял офицер на бяло поле d3 · бял кон на бяло поле f3 · бяла пешка на бяло поле a2 · бяла пешка на черно поле b2 · бяла пешка на черно поле f2 · бяла пешка на бяло поле g2 · бяла пешка на черно поле h2 · бял топ на черно поле a1 · бял кон на бяло поле b1 · бял офицер на черно поле c1 · бяла дама на бяло поле d1 · бял цар на черно поле e1 · бял топ на бяло поле h1 | черен топ на бяло поле a8 · черен офицер на бяло поле c8 · черен цар на бяло поле e8 · черен офицер на черно поле f8 · черен кон на бяло поле g8 · черен топ на черно поле h8 · черна пешка на черно поле a7 · черна пешка на бяло поле b7 · черна пешка на бяло поле f7 · черна пешка на черно поле g7 · черна пешка на бяло поле h7 · черна дама на черно поле b6 · черен кон на бяло поле c6 · черна пешка на бяло поле e6 · черна пешка на бяло поле d5 · бяла пешка на черно поле e5 · бяла пешка на черно поле d4 · бял офицер на бяло поле d3 · бял кон на бяло поле f3 · бяла пешка на бяло поле a2 · бяла пешка на черно поле b2 · бяла пешка на черно поле f2 · бяла пешка на бяло поле g2 · бяла пешка на черно поле h2 · бял топ на черно поле a1 · бял кон на бяло поле b1 · бял офицер на черно поле c1 · бяла дама на бяло поле d1 · бял цар на черно поле e1 · бял топ на бяло поле h1 | черен топ на бяло поле a8 · черен офицер на бяло поле c8 · черен цар на бяло поле e8 · черен офицер на черно поле f8 · черен кон на бяло поле g8 · черен топ на черно поле h8 · черна пешка на черно поле a7 · черна пешка на бяло поле b7 · черна пешка на бяло поле f7 · черна пешка на черно поле g7 · черна пешка на бяло поле h7 · черна дама на черно поле b6 · черен кон на бяло поле c6 · черна пешка на бяло поле e6 · черна пешка на бяло поле d5 · бяла пешка на черно поле e5 · бяла пешка на черно поле d4 · бял офицер на бяло поле d3 · бял кон на бяло поле f3 · бяла пешка на бяло поле a2 · бяла пешка на черно поле b2 · бяла пешка на черно поле f2 · бяла пешка на бяло поле g2 · бяла пешка на черно поле h2 · бял топ на черно поле a1 · бял кон на бяло поле b1 · бял офицер на черно поле c1 · бяла дама на бяло поле d1 · бял цар на черно поле e1 · бял топ на бяло поле h1 | черен топ на бяло поле a8 · черен офицер на бяло поле c8 · черен цар на бяло поле e8 · черен офицер на черно поле f8 · черен кон на бяло поле g8 · черен топ на черно поле h8 · черна пешка на черно поле a7 · черна пешка на бяло поле b7 · черна пешка на бяло поле f7 · черна пешка на черно поле g7 · черна пешка на бяло поле h7 · черна дама на черно поле b6 · черен кон на бяло поле c6 · черна пешка на бяло поле e6 · черна пешка на бяло поле d5 · бяла пешка на черно поле e5 · бяла пешка на черно поле d4 · бял офицер на бяло поле d3 · бял кон на бяло поле f3 · бяла пешка на бяло поле a2 · бяла пешка на черно поле b2 · бяла пешка на черно поле f2 · бяла пешка на бяло поле g2 · бяла пешка на черно поле h2 · бял топ на черно поле a1 · бял кон на бяло поле b1 · бял офицер на черно поле c1 · бяла дама на бяло поле d1 · бял цар на черно поле e1 · бял топ на бяло поле h1 | черен топ на бяло поле a8 · черен офицер на бяло поле c8 · черен цар на бяло поле e8 · черен офицер на черно поле f8 · черен кон на бяло поле g8 · черен топ на черно поле h8 · черна пешка на черно поле a7 · черна пешка на бяло поле b7 · черна пешка на бяло поле f7 · черна пешка на черно поле g7 · черна пешка на бяло поле h7 · черна дама на черно поле b6 · черен кон на бяло поле c6 · черна пешка на бяло поле e6 · черна пешка на бяло поле d5 · бяла пешка на черно поле e5 · бяла пешка на черно поле d4 · бял офицер на бяло поле d3 · бял кон на бяло поле f3 · бяла пешка на бяло поле a2 · бяла пешка на черно поле b2 · бяла пешка на черно поле f2 · бяла пешка на бяло поле g2 · бяла пешка на черно поле h2 · бял топ на черно поле a1 · бял кон на бяло поле b1 · бял офицер на черно поле c1 · бяла дама на бяло поле d1 · бял цар на черно поле e1 · бял топ на бяло поле h1 | черен топ на бяло поле a8 · черен офицер на бяло поле c8 · черен цар на бяло поле e8 · черен офицер на черно поле f8 · черен кон на бяло поле g8 · черен топ на черно поле h8 · черна пешка на черно поле a7 · черна пешка на бяло поле b7 · черна пешка на бяло поле f7 · черна пешка на черно поле g7 · черна пешка на бяло поле h7 · черна дама на черно поле b6 · черен кон на бяло поле c6 · черна пешка на бяло поле e6 · черна пешка на бяло поле d5 · бяла пешка на черно поле e5 · бяла пешка на черно поле d4 · бял офицер на бяло поле d3 · бял кон на бяло поле f3 · бяла пешка на бяло поле a2 · бяла пешка на черно поле b2 · бяла пешка на черно поле f2 · бяла пешка на бяло поле g2 · бяла пешка на черно поле h2 · бял топ на черно поле a1 · бял кон на бяло поле b1 · бял офицер на черно поле c1 · бяла дама на бяло поле d1 · бял цар на черно поле e1 · бял топ на бяло поле h1 | черен топ на бяло поле a8 · черен офицер на бяло поле c8 · черен цар на бяло поле e8 · черен офицер на черно поле f8 · черен кон на бяло поле g8 · черен топ на черно поле h8 · черна пешка на черно поле a7 · черна пешка на бяло поле b7 · черна пешка на бяло поле f7 · черна пешка на черно поле g7 · черна пешка на бяло поле h7 · черна дама на черно поле b6 · черен кон на бяло поле c6 · черна пешка на бяло поле e6 · черна пешка на бяло поле d5 · бяла пешка на черно поле e5 · бяла пешка на черно поле d4 · бял офицер на бяло поле d3 · бял кон на бяло поле f3 · бяла пешка на бяло поле a2 · бяла пешка на черно поле b2 · бяла пешка на черно поле f2 · бяла пешка на бяло поле g2 · бяла пешка на черно поле h2 · бял топ на черно поле a1 · бял кон на бяло поле b1 · бял офицер на черно поле c1 · бяла дама на бяло поле d1 · бял цар на черно поле e1 · бял топ на бяло поле h1 | 4 |
| 3 | черен топ на бяло поле a8 · черен офицер на бяло поле c8 · черен цар на бяло поле e8 · черен офицер на черно поле f8 · черен кон на бяло поле g8 · черен топ на черно поле h8 · черна пешка на черно поле a7 · черна пешка на бяло поле b7 · черна пешка на бяло поле f7 · черна пешка на черно поле g7 · черна пешка на бяло поле h7 · черна дама на черно поле b6 · черен кон на бяло поле c6 · черна пешка на бяло поле e6 · черна пешка на бяло поле d5 · бяла пешка на черно поле e5 · бяла пешка на черно поле d4 · бял офицер на бяло поле d3 · бял кон на бяло поле f3 · бяла пешка на бяло поле a2 · бяла пешка на черно поле b2 · бяла пешка на черно поле f2 · бяла пешка на бяло поле g2 · бяла пешка на черно поле h2 · бял топ на черно поле a1 · бял кон на бяло поле b1 · бял офицер на черно поле c1 · бяла дама на бяло поле d1 · бял цар на черно поле e1 · бял топ на бяло поле h1 | черен топ на бяло поле a8 · черен офицер на бяло поле c8 · черен цар на бяло поле e8 · черен офицер на черно поле f8 · черен кон на бяло поле g8 · черен топ на черно поле h8 · черна пешка на черно поле a7 · черна пешка на бяло поле b7 · черна пешка на бяло поле f7 · черна пешка на черно поле g7 · черна пешка на бяло поле h7 · черна дама на черно поле b6 · черен кон на бяло поле c6 · черна пешка на бяло поле e6 · черна пешка на бяло поле d5 · бяла пешка на черно поле e5 · бяла пешка на черно поле d4 · бял офицер на бяло поле d3 · бял кон на бяло поле f3 · бяла пешка на бяло поле a2 · бяла пешка на черно поле b2 · бяла пешка на черно поле f2 · бяла пешка на бяло поле g2 · бяла пешка на черно поле h2 · бял топ на черно поле a1 · бял кон на бяло поле b1 · бял офицер на черно поле c1 · бяла дама на бяло поле d1 · бял цар на черно поле e1 · бял топ на бяло поле h1 | черен топ на бяло поле a8 · черен офицер на бяло поле c8 · черен цар на бяло поле e8 · черен офицер на черно поле f8 · черен кон на бяло поле g8 · черен топ на черно поле h8 · черна пешка на черно поле a7 · черна пешка на бяло поле b7 · черна пешка на бяло поле f7 · черна пешка на черно поле g7 · черна пешка на бяло поле h7 · черна дама на черно поле b6 · черен кон на бяло поле c6 · черна пешка на бяло поле e6 · черна пешка на бяло поле d5 · бяла пешка на черно поле e5 · бяла пешка на черно поле d4 · бял офицер на бяло поле d3 · бял кон на бяло поле f3 · бяла пешка на бяло поле a2 · бяла пешка на черно поле b2 · бяла пешка на черно поле f2 · бяла пешка на бяло поле g2 · бяла пешка на черно поле h2 · бял топ на черно поле a1 · бял кон на бяло поле b1 · бял офицер на черно поле c1 · бяла дама на бяло поле d1 · бял цар на черно поле e1 · бял топ на бяло поле h1 | черен топ на бяло поле a8 · черен офицер на бяло поле c8 · черен цар на бяло поле e8 · черен офицер на черно поле f8 · черен кон на бяло поле g8 · черен топ на черно поле h8 · черна пешка на черно поле a7 · черна пешка на бяло поле b7 · черна пешка на бяло поле f7 · черна пешка на черно поле g7 · черна пешка на бяло поле h7 · черна дама на черно поле b6 · черен кон на бяло поле c6 · черна пешка на бяло поле e6 · черна пешка на бяло поле d5 · бяла пешка на черно поле e5 · бяла пешка на черно поле d4 · бял офицер на бяло поле d3 · бял кон на бяло поле f3 · бяла пешка на бяло поле a2 · бяла пешка на черно поле b2 · бяла пешка на черно поле f2 · бяла пешка на бяло поле g2 · бяла пешка на черно поле h2 · бял топ на черно поле a1 · бял кон на бяло поле b1 · бял офицер на черно поле c1 · бяла дама на бяло поле d1 · бял цар на черно поле e1 · бял топ на бяло поле h1 | черен топ на бяло поле a8 · черен офицер на бяло поле c8 · черен цар на бяло поле e8 · черен офицер на черно поле f8 · черен кон на бяло поле g8 · черен топ на черно поле h8 · черна пешка на черно поле a7 · черна пешка на бяло поле b7 · черна пешка на бяло поле f7 · черна пешка на черно поле g7 · черна пешка на бяло поле h7 · черна дама на черно поле b6 · черен кон на бяло поле c6 · черна пешка на бяло поле e6 · черна пешка на бяло поле d5 · бяла пешка на черно поле e5 · бяла пешка на черно поле d4 · бял офицер на бяло поле d3 · бял кон на бяло поле f3 · бяла пешка на бяло поле a2 · бяла пешка на черно поле b2 · бяла пешка на черно поле f2 · бяла пешка на бяло поле g2 · бяла пешка на черно поле h2 · бял топ на черно поле a1 · бял кон на бяло поле b1 · бял офицер на черно поле c1 · бяла дама на бяло поле d1 · бял цар на черно поле e1 · бял топ на бяло поле h1 | черен топ на бяло поле a8 · черен офицер на бяло поле c8 · черен цар на бяло поле e8 · черен офицер на черно поле f8 · черен кон на бяло поле g8 · черен топ на черно поле h8 · черна пешка на черно поле a7 · черна пешка на бяло поле b7 · черна пешка на бяло поле f7 · черна пешка на черно поле g7 · черна пешка на бяло поле h7 · черна дама на черно поле b6 · черен кон на бяло поле c6 · черна пешка на бяло поле e6 · черна пешка на бяло поле d5 · бяла пешка на черно поле e5 · бяла пешка на черно поле d4 · бял офицер на бяло поле d3 · бял кон на бяло поле f3 · бяла пешка на бяло поле a2 · бяла пешка на черно поле b2 · бяла пешка на черно поле f2 · бяла пешка на бяло поле g2 · бяла пешка на черно поле h2 · бял топ на черно поле a1 · бял кон на бяло поле b1 · бял офицер на черно поле c1 · бяла дама на бяло поле d1 · бял цар на черно поле e1 · бял топ на бяло поле h1 | черен топ на бяло поле a8 · черен офицер на бяло поле c8 · черен цар на бяло поле e8 · черен офицер на черно поле f8 · черен кон на бяло поле g8 · черен топ на черно поле h8 · черна пешка на черно поле a7 · черна пешка на бяло поле b7 · черна пешка на бяло поле f7 · черна пешка на черно поле g7 · черна пешка на бяло поле h7 · черна дама на черно поле b6 · черен кон на бяло поле c6 · черна пешка на бяло поле e6 · черна пешка на бяло поле d5 · бяла пешка на черно поле e5 · бяла пешка на черно поле d4 · бял офицер на бяло поле d3 · бял кон на бяло поле f3 · бяла пешка на бяло поле a2 · бяла пешка на черно поле b2 · бяла пешка на черно поле f2 · бяла пешка на бяло поле g2 · бяла пешка на черно поле h2 · бял топ на черно поле a1 · бял кон на бяло поле b1 · бял офицер на черно поле c1 · бяла дама на бяло поле d1 · бял цар на черно поле e1 · бял топ на бяло поле h1 | черен топ на бяло поле a8 · черен офицер на бяло поле c8 · черен цар на бяло поле e8 · черен офицер на черно поле f8 · черен кон на бяло поле g8 · черен топ на черно поле h8 · черна пешка на черно поле a7 · черна пешка на бяло поле b7 · черна пешка на бяло поле f7 · черна пешка на черно поле g7 · черна пешка на бяло поле h7 · черна дама на черно поле b6 · черен кон на бяло поле c6 · черна пешка на бяло поле e6 · черна пешка на бяло поле d5 · бяла пешка на черно поле e5 · бяла пешка на черно поле d4 · бял офицер на бяло поле d3 · бял кон на бяло поле f3 · бяла пешка на бяло поле a2 · бяла пешка на черно поле b2 · бяла пешка на черно поле f2 · бяла пешка на бяло поле g2 · бяла пешка на черно поле h2 · бял топ на черно поле a1 · бял кон на бяло поле b1 · бял офицер на черно поле c1 · бяла дама на бяло поле d1 · бял цар на черно поле e1 · бял топ на бяло поле h1 | 3 |
| 2 | черен топ на бяло поле a8 · черен офицер на бяло поле c8 · черен цар на бяло поле e8 · черен офицер на черно поле f8 · черен кон на бяло поле g8 · черен топ на черно поле h8 · черна пешка на черно поле a7 · черна пешка на бяло поле b7 · черна пешка на бяло поле f7 · черна пешка на черно поле g7 · черна пешка на бяло поле h7 · черна дама на черно поле b6 · черен кон на бяло поле c6 · черна пешка на бяло поле e6 · черна пешка на бяло поле d5 · бяла пешка на черно поле e5 · бяла пешка на черно поле d4 · бял офицер на бяло поле d3 · бял кон на бяло поле f3 · бяла пешка на бяло поле a2 · бяла пешка на черно поле b2 · бяла пешка на черно поле f2 · бяла пешка на бяло поле g2 · бяла пешка на черно поле h2 · бял топ на черно поле a1 · бял кон на бяло поле b1 · бял офицер на черно поле c1 · бяла дама на бяло поле d1 · бял цар на черно поле e1 · бял топ на бяло поле h1 | черен топ на бяло поле a8 · черен офицер на бяло поле c8 · черен цар на бяло поле e8 · черен офицер на черно поле f8 · черен кон на бяло поле g8 · черен топ на черно поле h8 · черна пешка на черно поле a7 · черна пешка на бяло поле b7 · черна пешка на бяло поле f7 · черна пешка на черно поле g7 · черна пешка на бяло поле h7 · черна дама на черно поле b6 · черен кон на бяло поле c6 · черна пешка на бяло поле e6 · черна пешка на бяло поле d5 · бяла пешка на черно поле e5 · бяла пешка на черно поле d4 · бял офицер на бяло поле d3 · бял кон на бяло поле f3 · бяла пешка на бяло поле a2 · бяла пешка на черно поле b2 · бяла пешка на черно поле f2 · бяла пешка на бяло поле g2 · бяла пешка на черно поле h2 · бял топ на черно поле a1 · бял кон на бяло поле b1 · бял офицер на черно поле c1 · бяла дама на бяло поле d1 · бял цар на черно поле e1 · бял топ на бяло поле h1 | черен топ на бяло поле a8 · черен офицер на бяло поле c8 · черен цар на бяло поле e8 · черен офицер на черно поле f8 · черен кон на бяло поле g8 · черен топ на черно поле h8 · черна пешка на черно поле a7 · черна пешка на бяло поле b7 · черна пешка на бяло поле f7 · черна пешка на черно поле g7 · черна пешка на бяло поле h7 · черна дама на черно поле b6 · черен кон на бяло поле c6 · черна пешка на бяло поле e6 · черна пешка на бяло поле d5 · бяла пешка на черно поле e5 · бяла пешка на черно поле d4 · бял офицер на бяло поле d3 · бял кон на бяло поле f3 · бяла пешка на бяло поле a2 · бяла пешка на черно поле b2 · бяла пешка на черно поле f2 · бяла пешка на бяло поле g2 · бяла пешка на черно поле h2 · бял топ на черно поле a1 · бял кон на бяло поле b1 · бял офицер на черно поле c1 · бяла дама на бяло поле d1 · бял цар на черно поле e1 · бял топ на бяло поле h1 | черен топ на бяло поле a8 · черен офицер на бяло поле c8 · черен цар на бяло поле e8 · черен офицер на черно поле f8 · черен кон на бяло поле g8 · черен топ на черно поле h8 · черна пешка на черно поле a7 · черна пешка на бяло поле b7 · черна пешка на бяло поле f7 · черна пешка на черно поле g7 · черна пешка на бяло поле h7 · черна дама на черно поле b6 · черен кон на бяло поле c6 · черна пешка на бяло поле e6 · черна пешка на бяло поле d5 · бяла пешка на черно поле e5 · бяла пешка на черно поле d4 · бял офицер на бяло поле d3 · бял кон на бяло поле f3 · бяла пешка на бяло поле a2 · бяла пешка на черно поле b2 · бяла пешка на черно поле f2 · бяла пешка на бяло поле g2 · бяла пешка на черно поле h2 · бял топ на черно поле a1 · бял кон на бяло поле b1 · бял офицер на черно поле c1 · бяла дама на бяло поле d1 · бял цар на черно поле e1 · бял топ на бяло поле h1 | черен топ на бяло поле a8 · черен офицер на бяло поле c8 · черен цар на бяло поле e8 · черен офицер на черно поле f8 · черен кон на бяло поле g8 · черен топ на черно поле h8 · черна пешка на черно поле a7 · черна пешка на бяло поле b7 · черна пешка на бяло поле f7 · черна пешка на черно поле g7 · черна пешка на бяло поле h7 · черна дама на черно поле b6 · черен кон на бяло поле c6 · черна пешка на бяло поле e6 · черна пешка на бяло поле d5 · бяла пешка на черно поле e5 · бяла пешка на черно поле d4 · бял офицер на бяло поле d3 · бял кон на бяло поле f3 · бяла пешка на бяло поле a2 · бяла пешка на черно поле b2 · бяла пешка на черно поле f2 · бяла пешка на бяло поле g2 · бяла пешка на черно поле h2 · бял топ на черно поле a1 · бял кон на бяло поле b1 · бял офицер на черно поле c1 · бяла дама на бяло поле d1 · бял цар на черно поле e1 · бял топ на бяло поле h1 | черен топ на бяло поле a8 · черен офицер на бяло поле c8 · черен цар на бяло поле e8 · черен офицер на черно поле f8 · черен кон на бяло поле g8 · черен топ на черно поле h8 · черна пешка на черно поле a7 · черна пешка на бяло поле b7 · черна пешка на бяло поле f7 · черна пешка на черно поле g7 · черна пешка на бяло поле h7 · черна дама на черно поле b6 · черен кон на бяло поле c6 · черна пешка на бяло поле e6 · черна пешка на бяло поле d5 · бяла пешка на черно поле e5 · бяла пешка на черно поле d4 · бял офицер на бяло поле d3 · бял кон на бяло поле f3 · бяла пешка на бяло поле a2 · бяла пешка на черно поле b2 · бяла пешка на черно поле f2 · бяла пешка на бяло поле g2 · бяла пешка на черно поле h2 · бял топ на черно поле a1 · бял кон на бяло поле b1 · бял офицер на черно поле c1 · бяла дама на бяло поле d1 · бял цар на черно поле e1 · бял топ на бяло поле h1 | черен топ на бяло поле a8 · черен офицер на бяло поле c8 · черен цар на бяло поле e8 · черен офицер на черно поле f8 · черен кон на бяло поле g8 · черен топ на черно поле h8 · черна пешка на черно поле a7 · черна пешка на бяло поле b7 · черна пешка на бяло поле f7 · черна пешка на черно поле g7 · черна пешка на бяло поле h7 · черна дама на черно поле b6 · черен кон на бяло поле c6 · черна пешка на бяло поле e6 · черна пешка на бяло поле d5 · бяла пешка на черно поле e5 · бяла пешка на черно поле d4 · бял офицер на бяло поле d3 · бял кон на бяло поле f3 · бяла пешка на бяло поле a2 · бяла пешка на черно поле b2 · бяла пешка на черно поле f2 · бяла пешка на бяло поле g2 · бяла пешка на черно поле h2 · бял топ на черно поле a1 · бял кон на бяло поле b1 · бял офицер на черно поле c1 · бяла дама на бяло поле d1 · бял цар на черно поле e1 · бял топ на бяло поле h1 | черен топ на бяло поле a8 · черен офицер на бяло поле c8 · черен цар на бяло поле e8 · черен офицер на черно поле f8 · черен кон на бяло поле g8 · черен топ на черно поле h8 · черна пешка на черно поле a7 · черна пешка на бяло поле b7 · черна пешка на бяло поле f7 · черна пешка на черно поле g7 · черна пешка на бяло поле h7 · черна дама на черно поле b6 · черен кон на бяло поле c6 · черна пешка на бяло поле e6 · черна пешка на бяло поле d5 · бяла пешка на черно поле e5 · бяла пешка на черно поле d4 · бял офицер на бяло поле d3 · бял кон на бяло поле f3 · бяла пешка на бяло поле a2 · бяла пешка на черно поле b2 · бяла пешка на черно поле f2 · бяла пешка на бяло поле g2 · бяла пешка на черно поле h2 · бял топ на черно поле a1 · бял кон на бяло поле b1 · бял офицер на черно поле c1 · бяла дама на бяло поле d1 · бял цар на черно поле e1 · бял топ на бяло поле h1 | 2 |
| 1 | черен топ на бяло поле a8 · черен офицер на бяло поле c8 · черен цар на бяло поле e8 · черен офицер на черно поле f8 · черен кон на бяло поле g8 · черен топ на черно поле h8 · черна пешка на черно поле a7 · черна пешка на бяло поле b7 · черна пешка на бяло поле f7 · черна пешка на черно поле g7 · черна пешка на бяло поле h7 · черна дама на черно поле b6 · черен кон на бяло поле c6 · черна пешка на бяло поле e6 · черна пешка на бяло поле d5 · бяла пешка на черно поле e5 · бяла пешка на черно поле d4 · бял офицер на бяло поле d3 · бял кон на бяло поле f3 · бяла пешка на бяло поле a2 · бяла пешка на черно поле b2 · бяла пешка на черно поле f2 · бяла пешка на бяло поле g2 · бяла пешка на черно поле h2 · бял топ на черно поле a1 · бял кон на бяло поле b1 · бял офицер на черно поле c1 · бяла дама на бяло поле d1 · бял цар на черно поле e1 · бял топ на бяло поле h1 | черен топ на бяло поле a8 · черен офицер на бяло поле c8 · черен цар на бяло поле e8 · черен офицер на черно поле f8 · черен кон на бяло поле g8 · черен топ на черно поле h8 · черна пешка на черно поле a7 · черна пешка на бяло поле b7 · черна пешка на бяло поле f7 · черна пешка на черно поле g7 · черна пешка на бяло поле h7 · черна дама на черно поле b6 · черен кон на бяло поле c6 · черна пешка на бяло поле e6 · черна пешка на бяло поле d5 · бяла пешка на черно поле e5 · бяла пешка на черно поле d4 · бял офицер на бяло поле d3 · бял кон на бяло поле f3 · бяла пешка на бяло поле a2 · бяла пешка на черно поле b2 · бяла пешка на черно поле f2 · бяла пешка на бяло поле g2 · бяла пешка на черно поле h2 · бял топ на черно поле a1 · бял кон на бяло поле b1 · бял офицер на черно поле c1 · бяла дама на бяло поле d1 · бял цар на черно поле e1 · бял топ на бяло поле h1 | черен топ на бяло поле a8 · черен офицер на бяло поле c8 · черен цар на бяло поле e8 · черен офицер на черно поле f8 · черен кон на бяло поле g8 · черен топ на черно поле h8 · черна пешка на черно поле a7 · черна пешка на бяло поле b7 · черна пешка на бяло поле f7 · черна пешка на черно поле g7 · черна пешка на бяло поле h7 · черна дама на черно поле b6 · черен кон на бяло поле c6 · черна пешка на бяло поле e6 · черна пешка на бяло поле d5 · бяла пешка на черно поле e5 · бяла пешка на черно поле d4 · бял офицер на бяло поле d3 · бял кон на бяло поле f3 · бяла пешка на бяло поле a2 · бяла пешка на черно поле b2 · бяла пешка на черно поле f2 · бяла пешка на бяло поле g2 · бяла пешка на черно поле h2 · бял топ на черно поле a1 · бял кон на бяло поле b1 · бял офицер на черно поле c1 · бяла дама на бяло поле d1 · бял цар на черно поле e1 · бял топ на бяло поле h1 | черен топ на бяло поле a8 · черен офицер на бяло поле c8 · черен цар на бяло поле e8 · черен офицер на черно поле f8 · черен кон на бяло поле g8 · черен топ на черно поле h8 · черна пешка на черно поле a7 · черна пешка на бяло поле b7 · черна пешка на бяло поле f7 · черна пешка на черно поле g7 · черна пешка на бяло поле h7 · черна дама на черно поле b6 · черен кон на бяло поле c6 · черна пешка на бяло поле e6 · черна пешка на бяло поле d5 · бяла пешка на черно поле e5 · бяла пешка на черно поле d4 · бял офицер на бяло поле d3 · бял кон на бяло поле f3 · бяла пешка на бяло поле a2 · бяла пешка на черно поле b2 · бяла пешка на черно поле f2 · бяла пешка на бяло поле g2 · бяла пешка на черно поле h2 · бял топ на черно поле a1 · бял кон на бяло поле b1 · бял офицер на черно поле c1 · бяла дама на бяло поле d1 · бял цар на черно поле e1 · бял топ на бяло поле h1 | черен топ на бяло поле a8 · черен офицер на бяло поле c8 · черен цар на бяло поле e8 · черен офицер на черно поле f8 · черен кон на бяло поле g8 · черен топ на черно поле h8 · черна пешка на черно поле a7 · черна пешка на бяло поле b7 · черна пешка на бяло поле f7 · черна пешка на черно поле g7 · черна пешка на бяло поле h7 · черна дама на черно поле b6 · черен кон на бяло поле c6 · черна пешка на бяло поле e6 · черна пешка на бяло поле d5 · бяла пешка на черно поле e5 · бяла пешка на черно поле d4 · бял офицер на бяло поле d3 · бял кон на бяло поле f3 · бяла пешка на бяло поле a2 · бяла пешка на черно поле b2 · бяла пешка на черно поле f2 · бяла пешка на бяло поле g2 · бяла пешка на черно поле h2 · бял топ на черно поле a1 · бял кон на бяло поле b1 · бял офицер на черно поле c1 · бяла дама на бяло поле d1 · бял цар на черно поле e1 · бял топ на бяло поле h1 | черен топ на бяло поле a8 · черен офицер на бяло поле c8 · черен цар на бяло поле e8 · черен офицер на черно поле f8 · черен кон на бяло поле g8 · черен топ на черно поле h8 · черна пешка на черно поле a7 · черна пешка на бяло поле b7 · черна пешка на бяло поле f7 · черна пешка на черно поле g7 · черна пешка на бяло поле h7 · черна дама на черно поле b6 · черен кон на бяло поле c6 · черна пешка на бяло поле e6 · черна пешка на бяло поле d5 · бяла пешка на черно поле e5 · бяла пешка на черно поле d4 · бял офицер на бяло поле d3 · бял кон на бяло поле f3 · бяла пешка на бяло поле a2 · бяла пешка на черно поле b2 · бяла пешка на черно поле f2 · бяла пешка на бяло поле g2 · бяла пешка на черно поле h2 · бял топ на черно поле a1 · бял кон на бяло поле b1 · бял офицер на черно поле c1 · бяла дама на бяло поле d1 · бял цар на черно поле e1 · бял топ на бяло поле h1 | черен топ на бяло поле a8 · черен офицер на бяло поле c8 · черен цар на бяло поле e8 · черен офицер на черно поле f8 · черен кон на бяло поле g8 · черен топ на черно поле h8 · черна пешка на черно поле a7 · черна пешка на бяло поле b7 · черна пешка на бяло поле f7 · черна пешка на черно поле g7 · черна пешка на бяло поле h7 · черна дама на черно поле b6 · черен кон на бяло поле c6 · черна пешка на бяло поле e6 · черна пешка на бяло поле d5 · бяла пешка на черно поле e5 · бяла пешка на черно поле d4 · бял офицер на бяло поле d3 · бял кон на бяло поле f3 · бяла пешка на бяло поле a2 · бяла пешка на черно поле b2 · бяла пешка на черно поле f2 · бяла пешка на бяло поле g2 · бяла пешка на черно поле h2 · бял топ на черно поле a1 · бял кон на бяло поле b1 · бял офицер на черно поле c1 · бяла дама на бяло поле d1 · бял цар на черно поле e1 · бял топ на бяло поле h1 | черен топ на бяло поле a8 · черен офицер на бяло поле c8 · черен цар на бяло поле e8 · черен офицер на черно поле f8 · черен кон на бяло поле g8 · черен топ на черно поле h8 · черна пешка на черно поле a7 · черна пешка на бяло поле b7 · черна пешка на бяло поле f7 · черна пешка на черно поле g7 · черна пешка на бяло поле h7 · черна дама на черно поле b6 · черен кон на бяло поле c6 · черна пешка на бяло поле e6 · черна пешка на бяло поле d5 · бяла пешка на черно поле e5 · бяла пешка на черно поле d4 · бял офицер на бяло поле d3 · бял кон на бяло поле f3 · бяла пешка на бяло поле a2 · бяла пешка на черно поле b2 · бяла пешка на черно поле f2 · бяла пешка на бяло поле g2 · бяла пешка на черно поле h2 · бял топ на черно поле a1 · бял кон на бяло поле b1 · бял офицер на черно поле c1 · бяла дама на бяло поле d1 · бял цар на черно поле e1 · бял топ на бяло поле h1 | 1 |
|   | a | b | c | d | e | f | g | h |   |

Като пример се разглежда система на Нимцович във френска защита.
1. e4 e6 2. d4 d5 3. e5 c5 4. c3 Kc6 5. Kf3 Дb6 6. Оd3! c:d4 7. c:d4 – примамка (диаграма 1).
На пръв поглед черните печелят пешката, тъй като белополият офицер на белите блокира пешката d4 от бялата царица, която я защитава.
7… K:d4? 8. K:d4 Д:d4
Но неочаквано белите използват открито нападение с шах 9. Оb5+! ~ с последвалото спечелване на царицата 10. Д:d4.

### Партия Мулок – Костич
1. e4 e5 2. Кf3 Кc6 3. Оc4 (До тук дебютът е както в Италианска партия и Защита на двата коня. Но черните избират друго продължение) 3. ... Кd4?! (Не се препоръчва да се играе тази примамка. В дебюта не трябва да се движи ненужно няколко пъти подред една фигура) 4. К:e5?! (след правилен отговор, например 4.K:d4, белите биха изпреварили много съперника си в развитието и играта на черните с примамката не се оправдава по никакъв начин) 4...Дg5 5. K:f7?? (най-доброто продължение за белите е 5. О:f7+ Цe7 6. 0-0 Д:e5 7. О:g8 Т:g8. За фигура в допълнение към две пешки, белите след 8. c3, последвано от 9. d4 могат получите силен пешечен център и добра възможност за атака поради неудачната позиция на черния цар) 5...Д:g2 6. Тf1 Д:e4+ 7. Оe2 Кf3X.

### Дамски гамбит
1. d4 Кf6 2. c4 e6 3. Кc3 d5 4. Оg5 Кbd7  (добър развиващ ход, по пътя е поставена примамка) 5. c:d5 (обикновено играят 5. Кf3 или 5. e3)  5...e:d5 6. К:d5? (правейки този ход, белите най-накрая се хващат на в примамката) 6 ... К:d5! 7. О:d8 Оb4+ и белите остават без фигура. За разлика от предишния пример, тази примамка може да бъде поставена с основателна причина, тъй като дори ако белите не попаднат в нея, тя не влошава позицията на черните. 

## Примамка в ендшпила
Често крайна пешка служи като примамка в ендшпила. Най-популярната игра на тази тема е първата партия от мача за световно първенство през 1972 г., в която световният шампион Борис Спаски поставя такава примамка, на която претендентът Роберт Фишер се хваща.
|   | a | b | c | d | e | f | g | h |   |
| 8 | черен цар на черно поле f8 · черна пешка на черно поле a7 · черна пешка на бяло поле b7 · черна пешка на черно поле g7 · черна пешка на бяло поле h7 · черен офицер на черно поле d6 · черна пешка на бяло поле e6 · черна пешка на черно поле f6 · бяла пешка на черно поле b4 · бяла пешка на черно поле a3 · бял цар на бяло поле d3 · бяла пешка на черно поле e3 · бяла пешка на черно поле f2 · бяла пешка на бяло поле g2 · бяла пешка на черно поле h2 · бял офицер на черно поле c1 | черен цар на черно поле f8 · черна пешка на черно поле a7 · черна пешка на бяло поле b7 · черна пешка на черно поле g7 · черна пешка на бяло поле h7 · черен офицер на черно поле d6 · черна пешка на бяло поле e6 · черна пешка на черно поле f6 · бяла пешка на черно поле b4 · бяла пешка на черно поле a3 · бял цар на бяло поле d3 · бяла пешка на черно поле e3 · бяла пешка на черно поле f2 · бяла пешка на бяло поле g2 · бяла пешка на черно поле h2 · бял офицер на черно поле c1 | черен цар на черно поле f8 · черна пешка на черно поле a7 · черна пешка на бяло поле b7 · черна пешка на черно поле g7 · черна пешка на бяло поле h7 · черен офицер на черно поле d6 · черна пешка на бяло поле e6 · черна пешка на черно поле f6 · бяла пешка на черно поле b4 · бяла пешка на черно поле a3 · бял цар на бяло поле d3 · бяла пешка на черно поле e3 · бяла пешка на черно поле f2 · бяла пешка на бяло поле g2 · бяла пешка на черно поле h2 · бял офицер на черно поле c1 | черен цар на черно поле f8 · черна пешка на черно поле a7 · черна пешка на бяло поле b7 · черна пешка на черно поле g7 · черна пешка на бяло поле h7 · черен офицер на черно поле d6 · черна пешка на бяло поле e6 · черна пешка на черно поле f6 · бяла пешка на черно поле b4 · бяла пешка на черно поле a3 · бял цар на бяло поле d3 · бяла пешка на черно поле e3 · бяла пешка на черно поле f2 · бяла пешка на бяло поле g2 · бяла пешка на черно поле h2 · бял офицер на черно поле c1 | черен цар на черно поле f8 · черна пешка на черно поле a7 · черна пешка на бяло поле b7 · черна пешка на черно поле g7 · черна пешка на бяло поле h7 · черен офицер на черно поле d6 · черна пешка на бяло поле e6 · черна пешка на черно поле f6 · бяла пешка на черно поле b4 · бяла пешка на черно поле a3 · бял цар на бяло поле d3 · бяла пешка на черно поле e3 · бяла пешка на черно поле f2 · бяла пешка на бяло поле g2 · бяла пешка на черно поле h2 · бял офицер на черно поле c1 | черен цар на черно поле f8 · черна пешка на черно поле a7 · черна пешка на бяло поле b7 · черна пешка на черно поле g7 · черна пешка на бяло поле h7 · черен офицер на черно поле d6 · черна пешка на бяло поле e6 · черна пешка на черно поле f6 · бяла пешка на черно поле b4 · бяла пешка на черно поле a3 · бял цар на бяло поле d3 · бяла пешка на черно поле e3 · бяла пешка на черно поле f2 · бяла пешка на бяло поле g2 · бяла пешка на черно поле h2 · бял офицер на черно поле c1 | черен цар на черно поле f8 · черна пешка на черно поле a7 · черна пешка на бяло поле b7 · черна пешка на черно поле g7 · черна пешка на бяло поле h7 · черен офицер на черно поле d6 · черна пешка на бяло поле e6 · черна пешка на черно поле f6 · бяла пешка на черно поле b4 · бяла пешка на черно поле a3 · бял цар на бяло поле d3 · бяла пешка на черно поле e3 · бяла пешка на черно поле f2 · бяла пешка на бяло поле g2 · бяла пешка на черно поле h2 · бял офицер на черно поле c1 | черен цар на черно поле f8 · черна пешка на черно поле a7 · черна пешка на бяло поле b7 · черна пешка на черно поле g7 · черна пешка на бяло поле h7 · черен офицер на черно поле d6 · черна пешка на бяло поле e6 · черна пешка на черно поле f6 · бяла пешка на черно поле b4 · бяла пешка на черно поле a3 · бял цар на бяло поле d3 · бяла пешка на черно поле e3 · бяла пешка на черно поле f2 · бяла пешка на бяло поле g2 · бяла пешка на черно поле h2 · бял офицер на черно поле c1 | 8 |
| 7 | черен цар на черно поле f8 · черна пешка на черно поле a7 · черна пешка на бяло поле b7 · черна пешка на черно поле g7 · черна пешка на бяло поле h7 · черен офицер на черно поле d6 · черна пешка на бяло поле e6 · черна пешка на черно поле f6 · бяла пешка на черно поле b4 · бяла пешка на черно поле a3 · бял цар на бяло поле d3 · бяла пешка на черно поле e3 · бяла пешка на черно поле f2 · бяла пешка на бяло поле g2 · бяла пешка на черно поле h2 · бял офицер на черно поле c1 | черен цар на черно поле f8 · черна пешка на черно поле a7 · черна пешка на бяло поле b7 · черна пешка на черно поле g7 · черна пешка на бяло поле h7 · черен офицер на черно поле d6 · черна пешка на бяло поле e6 · черна пешка на черно поле f6 · бяла пешка на черно поле b4 · бяла пешка на черно поле a3 · бял цар на бяло поле d3 · бяла пешка на черно поле e3 · бяла пешка на черно поле f2 · бяла пешка на бяло поле g2 · бяла пешка на черно поле h2 · бял офицер на черно поле c1 | черен цар на черно поле f8 · черна пешка на черно поле a7 · черна пешка на бяло поле b7 · черна пешка на черно поле g7 · черна пешка на бяло поле h7 · черен офицер на черно поле d6 · черна пешка на бяло поле e6 · черна пешка на черно поле f6 · бяла пешка на черно поле b4 · бяла пешка на черно поле a3 · бял цар на бяло поле d3 · бяла пешка на черно поле e3 · бяла пешка на черно поле f2 · бяла пешка на бяло поле g2 · бяла пешка на черно поле h2 · бял офицер на черно поле c1 | черен цар на черно поле f8 · черна пешка на черно поле a7 · черна пешка на бяло поле b7 · черна пешка на черно поле g7 · черна пешка на бяло поле h7 · черен офицер на черно поле d6 · черна пешка на бяло поле e6 · черна пешка на черно поле f6 · бяла пешка на черно поле b4 · бяла пешка на черно поле a3 · бял цар на бяло поле d3 · бяла пешка на черно поле e3 · бяла пешка на черно поле f2 · бяла пешка на бяло поле g2 · бяла пешка на черно поле h2 · бял офицер на черно поле c1 | черен цар на черно поле f8 · черна пешка на черно поле a7 · черна пешка на бяло поле b7 · черна пешка на черно поле g7 · черна пешка на бяло поле h7 · черен офицер на черно поле d6 · черна пешка на бяло поле e6 · черна пешка на черно поле f6 · бяла пешка на черно поле b4 · бяла пешка на черно поле a3 · бял цар на бяло поле d3 · бяла пешка на черно поле e3 · бяла пешка на черно поле f2 · бяла пешка на бяло поле g2 · бяла пешка на черно поле h2 · бял офицер на черно поле c1 | черен цар на черно поле f8 · черна пешка на черно поле a7 · черна пешка на бяло поле b7 · черна пешка на черно поле g7 · черна пешка на бяло поле h7 · черен офицер на черно поле d6 · черна пешка на бяло поле e6 · черна пешка на черно поле f6 · бяла пешка на черно поле b4 · бяла пешка на черно поле a3 · бял цар на бяло поле d3 · бяла пешка на черно поле e3 · бяла пешка на черно поле f2 · бяла пешка на бяло поле g2 · бяла пешка на черно поле h2 · бял офицер на черно поле c1 | черен цар на черно поле f8 · черна пешка на черно поле a7 · черна пешка на бяло поле b7 · черна пешка на черно поле g7 · черна пешка на бяло поле h7 · черен офицер на черно поле d6 · черна пешка на бяло поле e6 · черна пешка на черно поле f6 · бяла пешка на черно поле b4 · бяла пешка на черно поле a3 · бял цар на бяло поле d3 · бяла пешка на черно поле e3 · бяла пешка на черно поле f2 · бяла пешка на бяло поле g2 · бяла пешка на черно поле h2 · бял офицер на черно поле c1 | черен цар на черно поле f8 · черна пешка на черно поле a7 · черна пешка на бяло поле b7 · черна пешка на черно поле g7 · черна пешка на бяло поле h7 · черен офицер на черно поле d6 · черна пешка на бяло поле e6 · черна пешка на черно поле f6 · бяла пешка на черно поле b4 · бяла пешка на черно поле a3 · бял цар на бяло поле d3 · бяла пешка на черно поле e3 · бяла пешка на черно поле f2 · бяла пешка на бяло поле g2 · бяла пешка на черно поле h2 · бял офицер на черно поле c1 | 7 |
| 6 | черен цар на черно поле f8 · черна пешка на черно поле a7 · черна пешка на бяло поле b7 · черна пешка на черно поле g7 · черна пешка на бяло поле h7 · черен офицер на черно поле d6 · черна пешка на бяло поле e6 · черна пешка на черно поле f6 · бяла пешка на черно поле b4 · бяла пешка на черно поле a3 · бял цар на бяло поле d3 · бяла пешка на черно поле e3 · бяла пешка на черно поле f2 · бяла пешка на бяло поле g2 · бяла пешка на черно поле h2 · бял офицер на черно поле c1 | черен цар на черно поле f8 · черна пешка на черно поле a7 · черна пешка на бяло поле b7 · черна пешка на черно поле g7 · черна пешка на бяло поле h7 · черен офицер на черно поле d6 · черна пешка на бяло поле e6 · черна пешка на черно поле f6 · бяла пешка на черно поле b4 · бяла пешка на черно поле a3 · бял цар на бяло поле d3 · бяла пешка на черно поле e3 · бяла пешка на черно поле f2 · бяла пешка на бяло поле g2 · бяла пешка на черно поле h2 · бял офицер на черно поле c1 | черен цар на черно поле f8 · черна пешка на черно поле a7 · черна пешка на бяло поле b7 · черна пешка на черно поле g7 · черна пешка на бяло поле h7 · черен офицер на черно поле d6 · черна пешка на бяло поле e6 · черна пешка на черно поле f6 · бяла пешка на черно поле b4 · бяла пешка на черно поле a3 · бял цар на бяло поле d3 · бяла пешка на черно поле e3 · бяла пешка на черно поле f2 · бяла пешка на бяло поле g2 · бяла пешка на черно поле h2 · бял офицер на черно поле c1 | черен цар на черно поле f8 · черна пешка на черно поле a7 · черна пешка на бяло поле b7 · черна пешка на черно поле g7 · черна пешка на бяло поле h7 · черен офицер на черно поле d6 · черна пешка на бяло поле e6 · черна пешка на черно поле f6 · бяла пешка на черно поле b4 · бяла пешка на черно поле a3 · бял цар на бяло поле d3 · бяла пешка на черно поле e3 · бяла пешка на черно поле f2 · бяла пешка на бяло поле g2 · бяла пешка на черно поле h2 · бял офицер на черно поле c1 | черен цар на черно поле f8 · черна пешка на черно поле a7 · черна пешка на бяло поле b7 · черна пешка на черно поле g7 · черна пешка на бяло поле h7 · черен офицер на черно поле d6 · черна пешка на бяло поле e6 · черна пешка на черно поле f6 · бяла пешка на черно поле b4 · бяла пешка на черно поле a3 · бял цар на бяло поле d3 · бяла пешка на черно поле e3 · бяла пешка на черно поле f2 · бяла пешка на бяло поле g2 · бяла пешка на черно поле h2 · бял офицер на черно поле c1 | черен цар на черно поле f8 · черна пешка на черно поле a7 · черна пешка на бяло поле b7 · черна пешка на черно поле g7 · черна пешка на бяло поле h7 · черен офицер на черно поле d6 · черна пешка на бяло поле e6 · черна пешка на черно поле f6 · бяла пешка на черно поле b4 · бяла пешка на черно поле a3 · бял цар на бяло поле d3 · бяла пешка на черно поле e3 · бяла пешка на черно поле f2 · бяла пешка на бяло поле g2 · бяла пешка на черно поле h2 · бял офицер на черно поле c1 | черен цар на черно поле f8 · черна пешка на черно поле a7 · черна пешка на бяло поле b7 · черна пешка на черно поле g7 · черна пешка на бяло поле h7 · черен офицер на черно поле d6 · черна пешка на бяло поле e6 · черна пешка на черно поле f6 · бяла пешка на черно поле b4 · бяла пешка на черно поле a3 · бял цар на бяло поле d3 · бяла пешка на черно поле e3 · бяла пешка на черно поле f2 · бяла пешка на бяло поле g2 · бяла пешка на черно поле h2 · бял офицер на черно поле c1 | черен цар на черно поле f8 · черна пешка на черно поле a7 · черна пешка на бяло поле b7 · черна пешка на черно поле g7 · черна пешка на бяло поле h7 · черен офицер на черно поле d6 · черна пешка на бяло поле e6 · черна пешка на черно поле f6 · бяла пешка на черно поле b4 · бяла пешка на черно поле a3 · бял цар на бяло поле d3 · бяла пешка на черно поле e3 · бяла пешка на черно поле f2 · бяла пешка на бяло поле g2 · бяла пешка на черно поле h2 · бял офицер на черно поле c1 | 6 |
| 5 | черен цар на черно поле f8 · черна пешка на черно поле a7 · черна пешка на бяло поле b7 · черна пешка на черно поле g7 · черна пешка на бяло поле h7 · черен офицер на черно поле d6 · черна пешка на бяло поле e6 · черна пешка на черно поле f6 · бяла пешка на черно поле b4 · бяла пешка на черно поле a3 · бял цар на бяло поле d3 · бяла пешка на черно поле e3 · бяла пешка на черно поле f2 · бяла пешка на бяло поле g2 · бяла пешка на черно поле h2 · бял офицер на черно поле c1 | черен цар на черно поле f8 · черна пешка на черно поле a7 · черна пешка на бяло поле b7 · черна пешка на черно поле g7 · черна пешка на бяло поле h7 · черен офицер на черно поле d6 · черна пешка на бяло поле e6 · черна пешка на черно поле f6 · бяла пешка на черно поле b4 · бяла пешка на черно поле a3 · бял цар на бяло поле d3 · бяла пешка на черно поле e3 · бяла пешка на черно поле f2 · бяла пешка на бяло поле g2 · бяла пешка на черно поле h2 · бял офицер на черно поле c1 | черен цар на черно поле f8 · черна пешка на черно поле a7 · черна пешка на бяло поле b7 · черна пешка на черно поле g7 · черна пешка на бяло поле h7 · черен офицер на черно поле d6 · черна пешка на бяло поле e6 · черна пешка на черно поле f6 · бяла пешка на черно поле b4 · бяла пешка на черно поле a3 · бял цар на бяло поле d3 · бяла пешка на черно поле e3 · бяла пешка на черно поле f2 · бяла пешка на бяло поле g2 · бяла пешка на черно поле h2 · бял офицер на черно поле c1 | черен цар на черно поле f8 · черна пешка на черно поле a7 · черна пешка на бяло поле b7 · черна пешка на черно поле g7 · черна пешка на бяло поле h7 · черен офицер на черно поле d6 · черна пешка на бяло поле e6 · черна пешка на черно поле f6 · бяла пешка на черно поле b4 · бяла пешка на черно поле a3 · бял цар на бяло поле d3 · бяла пешка на черно поле e3 · бяла пешка на черно поле f2 · бяла пешка на бяло поле g2 · бяла пешка на черно поле h2 · бял офицер на черно поле c1 | черен цар на черно поле f8 · черна пешка на черно поле a7 · черна пешка на бяло поле b7 · черна пешка на черно поле g7 · черна пешка на бяло поле h7 · черен офицер на черно поле d6 · черна пешка на бяло поле e6 · черна пешка на черно поле f6 · бяла пешка на черно поле b4 · бяла пешка на черно поле a3 · бял цар на бяло поле d3 · бяла пешка на черно поле e3 · бяла пешка на черно поле f2 · бяла пешка на бяло поле g2 · бяла пешка на черно поле h2 · бял офицер на черно поле c1 | черен цар на черно поле f8 · черна пешка на черно поле a7 · черна пешка на бяло поле b7 · черна пешка на черно поле g7 · черна пешка на бяло поле h7 · черен офицер на черно поле d6 · черна пешка на бяло поле e6 · черна пешка на черно поле f6 · бяла пешка на черно поле b4 · бяла пешка на черно поле a3 · бял цар на бяло поле d3 · бяла пешка на черно поле e3 · бяла пешка на черно поле f2 · бяла пешка на бяло поле g2 · бяла пешка на черно поле h2 · бял офицер на черно поле c1 | черен цар на черно поле f8 · черна пешка на черно поле a7 · черна пешка на бяло поле b7 · черна пешка на черно поле g7 · черна пешка на бяло поле h7 · черен офицер на черно поле d6 · черна пешка на бяло поле e6 · черна пешка на черно поле f6 · бяла пешка на черно поле b4 · бяла пешка на черно поле a3 · бял цар на бяло поле d3 · бяла пешка на черно поле e3 · бяла пешка на черно поле f2 · бяла пешка на бяло поле g2 · бяла пешка на черно поле h2 · бял офицер на черно поле c1 | черен цар на черно поле f8 · черна пешка на черно поле a7 · черна пешка на бяло поле b7 · черна пешка на черно поле g7 · черна пешка на бяло поле h7 · черен офицер на черно поле d6 · черна пешка на бяло поле e6 · черна пешка на черно поле f6 · бяла пешка на черно поле b4 · бяла пешка на черно поле a3 · бял цар на бяло поле d3 · бяла пешка на черно поле e3 · бяла пешка на черно поле f2 · бяла пешка на бяло поле g2 · бяла пешка на черно поле h2 · бял офицер на черно поле c1 | 5 |
| 4 | черен цар на черно поле f8 · черна пешка на черно поле a7 · черна пешка на бяло поле b7 · черна пешка на черно поле g7 · черна пешка на бяло поле h7 · черен офицер на черно поле d6 · черна пешка на бяло поле e6 · черна пешка на черно поле f6 · бяла пешка на черно поле b4 · бяла пешка на черно поле a3 · бял цар на бяло поле d3 · бяла пешка на черно поле e3 · бяла пешка на черно поле f2 · бяла пешка на бяло поле g2 · бяла пешка на черно поле h2 · бял офицер на черно поле c1 | черен цар на черно поле f8 · черна пешка на черно поле a7 · черна пешка на бяло поле b7 · черна пешка на черно поле g7 · черна пешка на бяло поле h7 · черен офицер на черно поле d6 · черна пешка на бяло поле e6 · черна пешка на черно поле f6 · бяла пешка на черно поле b4 · бяла пешка на черно поле a3 · бял цар на бяло поле d3 · бяла пешка на черно поле e3 · бяла пешка на черно поле f2 · бяла пешка на бяло поле g2 · бяла пешка на черно поле h2 · бял офицер на черно поле c1 | черен цар на черно поле f8 · черна пешка на черно поле a7 · черна пешка на бяло поле b7 · черна пешка на черно поле g7 · черна пешка на бяло поле h7 · черен офицер на черно поле d6 · черна пешка на бяло поле e6 · черна пешка на черно поле f6 · бяла пешка на черно поле b4 · бяла пешка на черно поле a3 · бял цар на бяло поле d3 · бяла пешка на черно поле e3 · бяла пешка на черно поле f2 · бяла пешка на бяло поле g2 · бяла пешка на черно поле h2 · бял офицер на черно поле c1 | черен цар на черно поле f8 · черна пешка на черно поле a7 · черна пешка на бяло поле b7 · черна пешка на черно поле g7 · черна пешка на бяло поле h7 · черен офицер на черно поле d6 · черна пешка на бяло поле e6 · черна пешка на черно поле f6 · бяла пешка на черно поле b4 · бяла пешка на черно поле a3 · бял цар на бяло поле d3 · бяла пешка на черно поле e3 · бяла пешка на черно поле f2 · бяла пешка на бяло поле g2 · бяла пешка на черно поле h2 · бял офицер на черно поле c1 | черен цар на черно поле f8 · черна пешка на черно поле a7 · черна пешка на бяло поле b7 · черна пешка на черно поле g7 · черна пешка на бяло поле h7 · черен офицер на черно поле d6 · черна пешка на бяло поле e6 · черна пешка на черно поле f6 · бяла пешка на черно поле b4 · бяла пешка на черно поле a3 · бял цар на бяло поле d3 · бяла пешка на черно поле e3 · бяла пешка на черно поле f2 · бяла пешка на бяло поле g2 · бяла пешка на черно поле h2 · бял офицер на черно поле c1 | черен цар на черно поле f8 · черна пешка на черно поле a7 · черна пешка на бяло поле b7 · черна пешка на черно поле g7 · черна пешка на бяло поле h7 · черен офицер на черно поле d6 · черна пешка на бяло поле e6 · черна пешка на черно поле f6 · бяла пешка на черно поле b4 · бяла пешка на черно поле a3 · бял цар на бяло поле d3 · бяла пешка на черно поле e3 · бяла пешка на черно поле f2 · бяла пешка на бяло поле g2 · бяла пешка на черно поле h2 · бял офицер на черно поле c1 | черен цар на черно поле f8 · черна пешка на черно поле a7 · черна пешка на бяло поле b7 · черна пешка на черно поле g7 · черна пешка на бяло поле h7 · черен офицер на черно поле d6 · черна пешка на бяло поле e6 · черна пешка на черно поле f6 · бяла пешка на черно поле b4 · бяла пешка на черно поле a3 · бял цар на бяло поле d3 · бяла пешка на черно поле e3 · бяла пешка на черно поле f2 · бяла пешка на бяло поле g2 · бяла пешка на черно поле h2 · бял офицер на черно поле c1 | черен цар на черно поле f8 · черна пешка на черно поле a7 · черна пешка на бяло поле b7 · черна пешка на черно поле g7 · черна пешка на бяло поле h7 · черен офицер на черно поле d6 · черна пешка на бяло поле e6 · черна пешка на черно поле f6 · бяла пешка на черно поле b4 · бяла пешка на черно поле a3 · бял цар на бяло поле d3 · бяла пешка на черно поле e3 · бяла пешка на черно поле f2 · бяла пешка на бяло поле g2 · бяла пешка на черно поле h2 · бял офицер на черно поле c1 | 4 |
| 3 | черен цар на черно поле f8 · черна пешка на черно поле a7 · черна пешка на бяло поле b7 · черна пешка на черно поле g7 · черна пешка на бяло поле h7 · черен офицер на черно поле d6 · черна пешка на бяло поле e6 · черна пешка на черно поле f6 · бяла пешка на черно поле b4 · бяла пешка на черно поле a3 · бял цар на бяло поле d3 · бяла пешка на черно поле e3 · бяла пешка на черно поле f2 · бяла пешка на бяло поле g2 · бяла пешка на черно поле h2 · бял офицер на черно поле c1 | черен цар на черно поле f8 · черна пешка на черно поле a7 · черна пешка на бяло поле b7 · черна пешка на черно поле g7 · черна пешка на бяло поле h7 · черен офицер на черно поле d6 · черна пешка на бяло поле e6 · черна пешка на черно поле f6 · бяла пешка на черно поле b4 · бяла пешка на черно поле a3 · бял цар на бяло поле d3 · бяла пешка на черно поле e3 · бяла пешка на черно поле f2 · бяла пешка на бяло поле g2 · бяла пешка на черно поле h2 · бял офицер на черно поле c1 | черен цар на черно поле f8 · черна пешка на черно поле a7 · черна пешка на бяло поле b7 · черна пешка на черно поле g7 · черна пешка на бяло поле h7 · черен офицер на черно поле d6 · черна пешка на бяло поле e6 · черна пешка на черно поле f6 · бяла пешка на черно поле b4 · бяла пешка на черно поле a3 · бял цар на бяло поле d3 · бяла пешка на черно поле e3 · бяла пешка на черно поле f2 · бяла пешка на бяло поле g2 · бяла пешка на черно поле h2 · бял офицер на черно поле c1 | черен цар на черно поле f8 · черна пешка на черно поле a7 · черна пешка на бяло поле b7 · черна пешка на черно поле g7 · черна пешка на бяло поле h7 · черен офицер на черно поле d6 · черна пешка на бяло поле e6 · черна пешка на черно поле f6 · бяла пешка на черно поле b4 · бяла пешка на черно поле a3 · бял цар на бяло поле d3 · бяла пешка на черно поле e3 · бяла пешка на черно поле f2 · бяла пешка на бяло поле g2 · бяла пешка на черно поле h2 · бял офицер на черно поле c1 | черен цар на черно поле f8 · черна пешка на черно поле a7 · черна пешка на бяло поле b7 · черна пешка на черно поле g7 · черна пешка на бяло поле h7 · черен офицер на черно поле d6 · черна пешка на бяло поле e6 · черна пешка на черно поле f6 · бяла пешка на черно поле b4 · бяла пешка на черно поле a3 · бял цар на бяло поле d3 · бяла пешка на черно поле e3 · бяла пешка на черно поле f2 · бяла пешка на бяло поле g2 · бяла пешка на черно поле h2 · бял офицер на черно поле c1 | черен цар на черно поле f8 · черна пешка на черно поле a7 · черна пешка на бяло поле b7 · черна пешка на черно поле g7 · черна пешка на бяло поле h7 · черен офицер на черно поле d6 · черна пешка на бяло поле e6 · черна пешка на черно поле f6 · бяла пешка на черно поле b4 · бяла пешка на черно поле a3 · бял цар на бяло поле d3 · бяла пешка на черно поле e3 · бяла пешка на черно поле f2 · бяла пешка на бяло поле g2 · бяла пешка на черно поле h2 · бял офицер на черно поле c1 | черен цар на черно поле f8 · черна пешка на черно поле a7 · черна пешка на бяло поле b7 · черна пешка на черно поле g7 · черна пешка на бяло поле h7 · черен офицер на черно поле d6 · черна пешка на бяло поле e6 · черна пешка на черно поле f6 · бяла пешка на черно поле b4 · бяла пешка на черно поле a3 · бял цар на бяло поле d3 · бяла пешка на черно поле e3 · бяла пешка на черно поле f2 · бяла пешка на бяло поле g2 · бяла пешка на черно поле h2 · бял офицер на черно поле c1 | черен цар на черно поле f8 · черна пешка на черно поле a7 · черна пешка на бяло поле b7 · черна пешка на черно поле g7 · черна пешка на бяло поле h7 · черен офицер на черно поле d6 · черна пешка на бяло поле e6 · черна пешка на черно поле f6 · бяла пешка на черно поле b4 · бяла пешка на черно поле a3 · бял цар на бяло поле d3 · бяла пешка на черно поле e3 · бяла пешка на черно поле f2 · бяла пешка на бяло поле g2 · бяла пешка на черно поле h2 · бял офицер на черно поле c1 | 3 |
| 2 | черен цар на черно поле f8 · черна пешка на черно поле a7 · черна пешка на бяло поле b7 · черна пешка на черно поле g7 · черна пешка на бяло поле h7 · черен офицер на черно поле d6 · черна пешка на бяло поле e6 · черна пешка на черно поле f6 · бяла пешка на черно поле b4 · бяла пешка на черно поле a3 · бял цар на бяло поле d3 · бяла пешка на черно поле e3 · бяла пешка на черно поле f2 · бяла пешка на бяло поле g2 · бяла пешка на черно поле h2 · бял офицер на черно поле c1 | черен цар на черно поле f8 · черна пешка на черно поле a7 · черна пешка на бяло поле b7 · черна пешка на черно поле g7 · черна пешка на бяло поле h7 · черен офицер на черно поле d6 · черна пешка на бяло поле e6 · черна пешка на черно поле f6 · бяла пешка на черно поле b4 · бяла пешка на черно поле a3 · бял цар на бяло поле d3 · бяла пешка на черно поле e3 · бяла пешка на черно поле f2 · бяла пешка на бяло поле g2 · бяла пешка на черно поле h2 · бял офицер на черно поле c1 | черен цар на черно поле f8 · черна пешка на черно поле a7 · черна пешка на бяло поле b7 · черна пешка на черно поле g7 · черна пешка на бяло поле h7 · черен офицер на черно поле d6 · черна пешка на бяло поле e6 · черна пешка на черно поле f6 · бяла пешка на черно поле b4 · бяла пешка на черно поле a3 · бял цар на бяло поле d3 · бяла пешка на черно поле e3 · бяла пешка на черно поле f2 · бяла пешка на бяло поле g2 · бяла пешка на черно поле h2 · бял офицер на черно поле c1 | черен цар на черно поле f8 · черна пешка на черно поле a7 · черна пешка на бяло поле b7 · черна пешка на черно поле g7 · черна пешка на бяло поле h7 · черен офицер на черно поле d6 · черна пешка на бяло поле e6 · черна пешка на черно поле f6 · бяла пешка на черно поле b4 · бяла пешка на черно поле a3 · бял цар на бяло поле d3 · бяла пешка на черно поле e3 · бяла пешка на черно поле f2 · бяла пешка на бяло поле g2 · бяла пешка на черно поле h2 · бял офицер на черно поле c1 | черен цар на черно поле f8 · черна пешка на черно поле a7 · черна пешка на бяло поле b7 · черна пешка на черно поле g7 · черна пешка на бяло поле h7 · черен офицер на черно поле d6 · черна пешка на бяло поле e6 · черна пешка на черно поле f6 · бяла пешка на черно поле b4 · бяла пешка на черно поле a3 · бял цар на бяло поле d3 · бяла пешка на черно поле e3 · бяла пешка на черно поле f2 · бяла пешка на бяло поле g2 · бяла пешка на черно поле h2 · бял офицер на черно поле c1 | черен цар на черно поле f8 · черна пешка на черно поле a7 · черна пешка на бяло поле b7 · черна пешка на черно поле g7 · черна пешка на бяло поле h7 · черен офицер на черно поле d6 · черна пешка на бяло поле e6 · черна пешка на черно поле f6 · бяла пешка на черно поле b4 · бяла пешка на черно поле a3 · бял цар на бяло поле d3 · бяла пешка на черно поле e3 · бяла пешка на черно поле f2 · бяла пешка на бяло поле g2 · бяла пешка на черно поле h2 · бял офицер на черно поле c1 | черен цар на черно поле f8 · черна пешка на черно поле a7 · черна пешка на бяло поле b7 · черна пешка на черно поле g7 · черна пешка на бяло поле h7 · черен офицер на черно поле d6 · черна пешка на бяло поле e6 · черна пешка на черно поле f6 · бяла пешка на черно поле b4 · бяла пешка на черно поле a3 · бял цар на бяло поле d3 · бяла пешка на черно поле e3 · бяла пешка на черно поле f2 · бяла пешка на бяло поле g2 · бяла пешка на черно поле h2 · бял офицер на черно поле c1 | черен цар на черно поле f8 · черна пешка на черно поле a7 · черна пешка на бяло поле b7 · черна пешка на черно поле g7 · черна пешка на бяло поле h7 · черен офицер на черно поле d6 · черна пешка на бяло поле e6 · черна пешка на черно поле f6 · бяла пешка на черно поле b4 · бяла пешка на черно поле a3 · бял цар на бяло поле d3 · бяла пешка на черно поле e3 · бяла пешка на черно поле f2 · бяла пешка на бяло поле g2 · бяла пешка на черно поле h2 · бял офицер на черно поле c1 | 2 |
| 1 | черен цар на черно поле f8 · черна пешка на черно поле a7 · черна пешка на бяло поле b7 · черна пешка на черно поле g7 · черна пешка на бяло поле h7 · черен офицер на черно поле d6 · черна пешка на бяло поле e6 · черна пешка на черно поле f6 · бяла пешка на черно поле b4 · бяла пешка на черно поле a3 · бял цар на бяло поле d3 · бяла пешка на черно поле e3 · бяла пешка на черно поле f2 · бяла пешка на бяло поле g2 · бяла пешка на черно поле h2 · бял офицер на черно поле c1 | черен цар на черно поле f8 · черна пешка на черно поле a7 · черна пешка на бяло поле b7 · черна пешка на черно поле g7 · черна пешка на бяло поле h7 · черен офицер на черно поле d6 · черна пешка на бяло поле e6 · черна пешка на черно поле f6 · бяла пешка на черно поле b4 · бяла пешка на черно поле a3 · бял цар на бяло поле d3 · бяла пешка на черно поле e3 · бяла пешка на черно поле f2 · бяла пешка на бяло поле g2 · бяла пешка на черно поле h2 · бял офицер на черно поле c1 | черен цар на черно поле f8 · черна пешка на черно поле a7 · черна пешка на бяло поле b7 · черна пешка на черно поле g7 · черна пешка на бяло поле h7 · черен офицер на черно поле d6 · черна пешка на бяло поле e6 · черна пешка на черно поле f6 · бяла пешка на черно поле b4 · бяла пешка на черно поле a3 · бял цар на бяло поле d3 · бяла пешка на черно поле e3 · бяла пешка на черно поле f2 · бяла пешка на бяло поле g2 · бяла пешка на черно поле h2 · бял офицер на черно поле c1 | черен цар на черно поле f8 · черна пешка на черно поле a7 · черна пешка на бяло поле b7 · черна пешка на черно поле g7 · черна пешка на бяло поле h7 · черен офицер на черно поле d6 · черна пешка на бяло поле e6 · черна пешка на черно поле f6 · бяла пешка на черно поле b4 · бяла пешка на черно поле a3 · бял цар на бяло поле d3 · бяла пешка на черно поле e3 · бяла пешка на черно поле f2 · бяла пешка на бяло поле g2 · бяла пешка на черно поле h2 · бял офицер на черно поле c1 | черен цар на черно поле f8 · черна пешка на черно поле a7 · черна пешка на бяло поле b7 · черна пешка на черно поле g7 · черна пешка на бяло поле h7 · черен офицер на черно поле d6 · черна пешка на бяло поле e6 · черна пешка на черно поле f6 · бяла пешка на черно поле b4 · бяла пешка на черно поле a3 · бял цар на бяло поле d3 · бяла пешка на черно поле e3 · бяла пешка на черно поле f2 · бяла пешка на бяло поле g2 · бяла пешка на черно поле h2 · бял офицер на черно поле c1 | черен цар на черно поле f8 · черна пешка на черно поле a7 · черна пешка на бяло поле b7 · черна пешка на черно поле g7 · черна пешка на бяло поле h7 · черен офицер на черно поле d6 · черна пешка на бяло поле e6 · черна пешка на черно поле f6 · бяла пешка на черно поле b4 · бяла пешка на черно поле a3 · бял цар на бяло поле d3 · бяла пешка на черно поле e3 · бяла пешка на черно поле f2 · бяла пешка на бяло поле g2 · бяла пешка на черно поле h2 · бял офицер на черно поле c1 | черен цар на черно поле f8 · черна пешка на черно поле a7 · черна пешка на бяло поле b7 · черна пешка на черно поле g7 · черна пешка на бяло поле h7 · черен офицер на черно поле d6 · черна пешка на бяло поле e6 · черна пешка на черно поле f6 · бяла пешка на черно поле b4 · бяла пешка на черно поле a3 · бял цар на бяло поле d3 · бяла пешка на черно поле e3 · бяла пешка на черно поле f2 · бяла пешка на бяло поле g2 · бяла пешка на черно поле h2 · бял офицер на черно поле c1 | черен цар на черно поле f8 · черна пешка на черно поле a7 · черна пешка на бяло поле b7 · черна пешка на черно поле g7 · черна пешка на бяло поле h7 · черен офицер на черно поле d6 · черна пешка на бяло поле e6 · черна пешка на черно поле f6 · бяла пешка на черно поле b4 · бяла пешка на черно поле a3 · бял цар на бяло поле d3 · бяла пешка на черно поле e3 · бяла пешка на черно поле f2 · бяла пешка на бяло поле g2 · бяла пешка на черно поле h2 · бял офицер на черно поле c1 | 1 |
|   | a | b | c | d | e | f | g | h |   |

|   | a | b | c | d | e | f | g | h |   |
| 8 | черна пешка на бяло поле b7 · бяла пешка на черно поле b6 · бял цар на черно поле d6 · черна пешка на черно поле a5 · черен цар на бяло поле b5 · бял офицер на черно поле f2 | черна пешка на бяло поле b7 · бяла пешка на черно поле b6 · бял цар на черно поле d6 · черна пешка на черно поле a5 · черен цар на бяло поле b5 · бял офицер на черно поле f2 | черна пешка на бяло поле b7 · бяла пешка на черно поле b6 · бял цар на черно поле d6 · черна пешка на черно поле a5 · черен цар на бяло поле b5 · бял офицер на черно поле f2 | черна пешка на бяло поле b7 · бяла пешка на черно поле b6 · бял цар на черно поле d6 · черна пешка на черно поле a5 · черен цар на бяло поле b5 · бял офицер на черно поле f2 | черна пешка на бяло поле b7 · бяла пешка на черно поле b6 · бял цар на черно поле d6 · черна пешка на черно поле a5 · черен цар на бяло поле b5 · бял офицер на черно поле f2 | черна пешка на бяло поле b7 · бяла пешка на черно поле b6 · бял цар на черно поле d6 · черна пешка на черно поле a5 · черен цар на бяло поле b5 · бял офицер на черно поле f2 | черна пешка на бяло поле b7 · бяла пешка на черно поле b6 · бял цар на черно поле d6 · черна пешка на черно поле a5 · черен цар на бяло поле b5 · бял офицер на черно поле f2 | черна пешка на бяло поле b7 · бяла пешка на черно поле b6 · бял цар на черно поле d6 · черна пешка на черно поле a5 · черен цар на бяло поле b5 · бял офицер на черно поле f2 | 8 |
| 7 | черна пешка на бяло поле b7 · бяла пешка на черно поле b6 · бял цар на черно поле d6 · черна пешка на черно поле a5 · черен цар на бяло поле b5 · бял офицер на черно поле f2 | черна пешка на бяло поле b7 · бяла пешка на черно поле b6 · бял цар на черно поле d6 · черна пешка на черно поле a5 · черен цар на бяло поле b5 · бял офицер на черно поле f2 | черна пешка на бяло поле b7 · бяла пешка на черно поле b6 · бял цар на черно поле d6 · черна пешка на черно поле a5 · черен цар на бяло поле b5 · бял офицер на черно поле f2 | черна пешка на бяло поле b7 · бяла пешка на черно поле b6 · бял цар на черно поле d6 · черна пешка на черно поле a5 · черен цар на бяло поле b5 · бял офицер на черно поле f2 | черна пешка на бяло поле b7 · бяла пешка на черно поле b6 · бял цар на черно поле d6 · черна пешка на черно поле a5 · черен цар на бяло поле b5 · бял офицер на черно поле f2 | черна пешка на бяло поле b7 · бяла пешка на черно поле b6 · бял цар на черно поле d6 · черна пешка на черно поле a5 · черен цар на бяло поле b5 · бял офицер на черно поле f2 | черна пешка на бяло поле b7 · бяла пешка на черно поле b6 · бял цар на черно поле d6 · черна пешка на черно поле a5 · черен цар на бяло поле b5 · бял офицер на черно поле f2 | черна пешка на бяло поле b7 · бяла пешка на черно поле b6 · бял цар на черно поле d6 · черна пешка на черно поле a5 · черен цар на бяло поле b5 · бял офицер на черно поле f2 | 7 |
| 6 | черна пешка на бяло поле b7 · бяла пешка на черно поле b6 · бял цар на черно поле d6 · черна пешка на черно поле a5 · черен цар на бяло поле b5 · бял офицер на черно поле f2 | черна пешка на бяло поле b7 · бяла пешка на черно поле b6 · бял цар на черно поле d6 · черна пешка на черно поле a5 · черен цар на бяло поле b5 · бял офицер на черно поле f2 | черна пешка на бяло поле b7 · бяла пешка на черно поле b6 · бял цар на черно поле d6 · черна пешка на черно поле a5 · черен цар на бяло поле b5 · бял офицер на черно поле f2 | черна пешка на бяло поле b7 · бяла пешка на черно поле b6 · бял цар на черно поле d6 · черна пешка на черно поле a5 · черен цар на бяло поле b5 · бял офицер на черно поле f2 | черна пешка на бяло поле b7 · бяла пешка на черно поле b6 · бял цар на черно поле d6 · черна пешка на черно поле a5 · черен цар на бяло поле b5 · бял офицер на черно поле f2 | черна пешка на бяло поле b7 · бяла пешка на черно поле b6 · бял цар на черно поле d6 · черна пешка на черно поле a5 · черен цар на бяло поле b5 · бял офицер на черно поле f2 | черна пешка на бяло поле b7 · бяла пешка на черно поле b6 · бял цар на черно поле d6 · черна пешка на черно поле a5 · черен цар на бяло поле b5 · бял офицер на черно поле f2 | черна пешка на бяло поле b7 · бяла пешка на черно поле b6 · бял цар на черно поле d6 · черна пешка на черно поле a5 · черен цар на бяло поле b5 · бял офицер на черно поле f2 | 6 |
| 5 | черна пешка на бяло поле b7 · бяла пешка на черно поле b6 · бял цар на черно поле d6 · черна пешка на черно поле a5 · черен цар на бяло поле b5 · бял офицер на черно поле f2 | черна пешка на бяло поле b7 · бяла пешка на черно поле b6 · бял цар на черно поле d6 · черна пешка на черно поле a5 · черен цар на бяло поле b5 · бял офицер на черно поле f2 | черна пешка на бяло поле b7 · бяла пешка на черно поле b6 · бял цар на черно поле d6 · черна пешка на черно поле a5 · черен цар на бяло поле b5 · бял офицер на черно поле f2 | черна пешка на бяло поле b7 · бяла пешка на черно поле b6 · бял цар на черно поле d6 · черна пешка на черно поле a5 · черен цар на бяло поле b5 · бял офицер на черно поле f2 | черна пешка на бяло поле b7 · бяла пешка на черно поле b6 · бял цар на черно поле d6 · черна пешка на черно поле a5 · черен цар на бяло поле b5 · бял офицер на черно поле f2 | черна пешка на бяло поле b7 · бяла пешка на черно поле b6 · бял цар на черно поле d6 · черна пешка на черно поле a5 · черен цар на бяло поле b5 · бял офицер на черно поле f2 | черна пешка на бяло поле b7 · бяла пешка на черно поле b6 · бял цар на черно поле d6 · черна пешка на черно поле a5 · черен цар на бяло поле b5 · бял офицер на черно поле f2 | черна пешка на бяло поле b7 · бяла пешка на черно поле b6 · бял цар на черно поле d6 · черна пешка на черно поле a5 · черен цар на бяло поле b5 · бял офицер на черно поле f2 | 5 |
| 4 | черна пешка на бяло поле b7 · бяла пешка на черно поле b6 · бял цар на черно поле d6 · черна пешка на черно поле a5 · черен цар на бяло поле b5 · бял офицер на черно поле f2 | черна пешка на бяло поле b7 · бяла пешка на черно поле b6 · бял цар на черно поле d6 · черна пешка на черно поле a5 · черен цар на бяло поле b5 · бял офицер на черно поле f2 | черна пешка на бяло поле b7 · бяла пешка на черно поле b6 · бял цар на черно поле d6 · черна пешка на черно поле a5 · черен цар на бяло поле b5 · бял офицер на черно поле f2 | черна пешка на бяло поле b7 · бяла пешка на черно поле b6 · бял цар на черно поле d6 · черна пешка на черно поле a5 · черен цар на бяло поле b5 · бял офицер на черно поле f2 | черна пешка на бяло поле b7 · бяла пешка на черно поле b6 · бял цар на черно поле d6 · черна пешка на черно поле a5 · черен цар на бяло поле b5 · бял офицер на черно поле f2 | черна пешка на бяло поле b7 · бяла пешка на черно поле b6 · бял цар на черно поле d6 · черна пешка на черно поле a5 · черен цар на бяло поле b5 · бял офицер на черно поле f2 | черна пешка на бяло поле b7 · бяла пешка на черно поле b6 · бял цар на черно поле d6 · черна пешка на черно поле a5 · черен цар на бяло поле b5 · бял офицер на черно поле f2 | черна пешка на бяло поле b7 · бяла пешка на черно поле b6 · бял цар на черно поле d6 · черна пешка на черно поле a5 · черен цар на бяло поле b5 · бял офицер на черно поле f2 | 4 |
| 3 | черна пешка на бяло поле b7 · бяла пешка на черно поле b6 · бял цар на черно поле d6 · черна пешка на черно поле a5 · черен цар на бяло поле b5 · бял офицер на черно поле f2 | черна пешка на бяло поле b7 · бяла пешка на черно поле b6 · бял цар на черно поле d6 · черна пешка на черно поле a5 · черен цар на бяло поле b5 · бял офицер на черно поле f2 | черна пешка на бяло поле b7 · бяла пешка на черно поле b6 · бял цар на черно поле d6 · черна пешка на черно поле a5 · черен цар на бяло поле b5 · бял офицер на черно поле f2 | черна пешка на бяло поле b7 · бяла пешка на черно поле b6 · бял цар на черно поле d6 · черна пешка на черно поле a5 · черен цар на бяло поле b5 · бял офицер на черно поле f2 | черна пешка на бяло поле b7 · бяла пешка на черно поле b6 · бял цар на черно поле d6 · черна пешка на черно поле a5 · черен цар на бяло поле b5 · бял офицер на черно поле f2 | черна пешка на бяло поле b7 · бяла пешка на черно поле b6 · бял цар на черно поле d6 · черна пешка на черно поле a5 · черен цар на бяло поле b5 · бял офицер на черно поле f2 | черна пешка на бяло поле b7 · бяла пешка на черно поле b6 · бял цар на черно поле d6 · черна пешка на черно поле a5 · черен цар на бяло поле b5 · бял офицер на черно поле f2 | черна пешка на бяло поле b7 · бяла пешка на черно поле b6 · бял цар на черно поле d6 · черна пешка на черно поле a5 · черен цар на бяло поле b5 · бял офицер на черно поле f2 | 3 |
| 2 | черна пешка на бяло поле b7 · бяла пешка на черно поле b6 · бял цар на черно поле d6 · черна пешка на черно поле a5 · черен цар на бяло поле b5 · бял офицер на черно поле f2 | черна пешка на бяло поле b7 · бяла пешка на черно поле b6 · бял цар на черно поле d6 · черна пешка на черно поле a5 · черен цар на бяло поле b5 · бял офицер на черно поле f2 | черна пешка на бяло поле b7 · бяла пешка на черно поле b6 · бял цар на черно поле d6 · черна пешка на черно поле a5 · черен цар на бяло поле b5 · бял офицер на черно поле f2 | черна пешка на бяло поле b7 · бяла пешка на черно поле b6 · бял цар на черно поле d6 · черна пешка на черно поле a5 · черен цар на бяло поле b5 · бял офицер на черно поле f2 | черна пешка на бяло поле b7 · бяла пешка на черно поле b6 · бял цар на черно поле d6 · черна пешка на черно поле a5 · черен цар на бяло поле b5 · бял офицер на черно поле f2 | черна пешка на бяло поле b7 · бяла пешка на черно поле b6 · бял цар на черно поле d6 · черна пешка на черно поле a5 · черен цар на бяло поле b5 · бял офицер на черно поле f2 | черна пешка на бяло поле b7 · бяла пешка на черно поле b6 · бял цар на черно поле d6 · черна пешка на черно поле a5 · черен цар на бяло поле b5 · бял офицер на черно поле f2 | черна пешка на бяло поле b7 · бяла пешка на черно поле b6 · бял цар на черно поле d6 · черна пешка на черно поле a5 · черен цар на бяло поле b5 · бял офицер на черно поле f2 | 2 |
| 1 | черна пешка на бяло поле b7 · бяла пешка на черно поле b6 · бял цар на черно поле d6 · черна пешка на черно поле a5 · черен цар на бяло поле b5 · бял офицер на черно поле f2 | черна пешка на бяло поле b7 · бяла пешка на черно поле b6 · бял цар на черно поле d6 · черна пешка на черно поле a5 · черен цар на бяло поле b5 · бял офицер на черно поле f2 | черна пешка на бяло поле b7 · бяла пешка на черно поле b6 · бял цар на черно поле d6 · черна пешка на черно поле a5 · черен цар на бяло поле b5 · бял офицер на черно поле f2 | черна пешка на бяло поле b7 · бяла пешка на черно поле b6 · бял цар на черно поле d6 · черна пешка на черно поле a5 · черен цар на бяло поле b5 · бял офицер на черно поле f2 | черна пешка на бяло поле b7 · бяла пешка на черно поле b6 · бял цар на черно поле d6 · черна пешка на черно поле a5 · черен цар на бяло поле b5 · бял офицер на черно поле f2 | черна пешка на бяло поле b7 · бяла пешка на черно поле b6 · бял цар на черно поле d6 · черна пешка на черно поле a5 · черен цар на бяло поле b5 · бял офицер на черно поле f2 | черна пешка на бяло поле b7 · бяла пешка на черно поле b6 · бял цар на черно поле d6 · черна пешка на черно поле a5 · черен цар на бяло поле b5 · бял офицер на черно поле f2 | черна пешка на бяло поле b7 · бяла пешка на черно поле b6 · бял цар на черно поле d6 · черна пешка на черно поле a5 · черен цар на бяло поле b5 · бял офицер на черно поле f2 | 1 |
|   | a | b | c | d | e | f | g | h |   |

В позицията на диаграма 2, получена след хода на Фишер 28. ... О:d6, Спаски играе 29. b5! като оставя незащитена крайната пешка h2. Фишер приема жертвата 
29. ... О:h2??, но тя се превръща за него в „отровна“ пешка, защото Спаски затваря офицера му и той попада в капан: 30. g3 h5 31. Це2 h4 32. Цf3 Це7 33. Цg2 h:g3 34. f:g3 O:g3 35. Ц:g3. С офицер срещу 2 пешки белите печелят още една и достигат до крайната спечелена позиция на диаграма 3.
|   | a | b | c | d | e | f | g | h |   |
| 8 | черна пешка на черно поле f6 · бяла пешка на черно поле h6 · черен цар на бяло поле d5 · бял кон на бяло поле f5 · черен кон на черно поле g5 · черна пешка на бяло поле e4 · бяла пешка на бяло поле g4 · бяла пешка на бяло поле a2 · бял цар на бяло поле e2 | черна пешка на черно поле f6 · бяла пешка на черно поле h6 · черен цар на бяло поле d5 · бял кон на бяло поле f5 · черен кон на черно поле g5 · черна пешка на бяло поле e4 · бяла пешка на бяло поле g4 · бяла пешка на бяло поле a2 · бял цар на бяло поле e2 | черна пешка на черно поле f6 · бяла пешка на черно поле h6 · черен цар на бяло поле d5 · бял кон на бяло поле f5 · черен кон на черно поле g5 · черна пешка на бяло поле e4 · бяла пешка на бяло поле g4 · бяла пешка на бяло поле a2 · бял цар на бяло поле e2 | черна пешка на черно поле f6 · бяла пешка на черно поле h6 · черен цар на бяло поле d5 · бял кон на бяло поле f5 · черен кон на черно поле g5 · черна пешка на бяло поле e4 · бяла пешка на бяло поле g4 · бяла пешка на бяло поле a2 · бял цар на бяло поле e2 | черна пешка на черно поле f6 · бяла пешка на черно поле h6 · черен цар на бяло поле d5 · бял кон на бяло поле f5 · черен кон на черно поле g5 · черна пешка на бяло поле e4 · бяла пешка на бяло поле g4 · бяла пешка на бяло поле a2 · бял цар на бяло поле e2 | черна пешка на черно поле f6 · бяла пешка на черно поле h6 · черен цар на бяло поле d5 · бял кон на бяло поле f5 · черен кон на черно поле g5 · черна пешка на бяло поле e4 · бяла пешка на бяло поле g4 · бяла пешка на бяло поле a2 · бял цар на бяло поле e2 | черна пешка на черно поле f6 · бяла пешка на черно поле h6 · черен цар на бяло поле d5 · бял кон на бяло поле f5 · черен кон на черно поле g5 · черна пешка на бяло поле e4 · бяла пешка на бяло поле g4 · бяла пешка на бяло поле a2 · бял цар на бяло поле e2 | черна пешка на черно поле f6 · бяла пешка на черно поле h6 · черен цар на бяло поле d5 · бял кон на бяло поле f5 · черен кон на черно поле g5 · черна пешка на бяло поле e4 · бяла пешка на бяло поле g4 · бяла пешка на бяло поле a2 · бял цар на бяло поле e2 | 8 |
| 7 | черна пешка на черно поле f6 · бяла пешка на черно поле h6 · черен цар на бяло поле d5 · бял кон на бяло поле f5 · черен кон на черно поле g5 · черна пешка на бяло поле e4 · бяла пешка на бяло поле g4 · бяла пешка на бяло поле a2 · бял цар на бяло поле e2 | черна пешка на черно поле f6 · бяла пешка на черно поле h6 · черен цар на бяло поле d5 · бял кон на бяло поле f5 · черен кон на черно поле g5 · черна пешка на бяло поле e4 · бяла пешка на бяло поле g4 · бяла пешка на бяло поле a2 · бял цар на бяло поле e2 | черна пешка на черно поле f6 · бяла пешка на черно поле h6 · черен цар на бяло поле d5 · бял кон на бяло поле f5 · черен кон на черно поле g5 · черна пешка на бяло поле e4 · бяла пешка на бяло поле g4 · бяла пешка на бяло поле a2 · бял цар на бяло поле e2 | черна пешка на черно поле f6 · бяла пешка на черно поле h6 · черен цар на бяло поле d5 · бял кон на бяло поле f5 · черен кон на черно поле g5 · черна пешка на бяло поле e4 · бяла пешка на бяло поле g4 · бяла пешка на бяло поле a2 · бял цар на бяло поле e2 | черна пешка на черно поле f6 · бяла пешка на черно поле h6 · черен цар на бяло поле d5 · бял кон на бяло поле f5 · черен кон на черно поле g5 · черна пешка на бяло поле e4 · бяла пешка на бяло поле g4 · бяла пешка на бяло поле a2 · бял цар на бяло поле e2 | черна пешка на черно поле f6 · бяла пешка на черно поле h6 · черен цар на бяло поле d5 · бял кон на бяло поле f5 · черен кон на черно поле g5 · черна пешка на бяло поле e4 · бяла пешка на бяло поле g4 · бяла пешка на бяло поле a2 · бял цар на бяло поле e2 | черна пешка на черно поле f6 · бяла пешка на черно поле h6 · черен цар на бяло поле d5 · бял кон на бяло поле f5 · черен кон на черно поле g5 · черна пешка на бяло поле e4 · бяла пешка на бяло поле g4 · бяла пешка на бяло поле a2 · бял цар на бяло поле e2 | черна пешка на черно поле f6 · бяла пешка на черно поле h6 · черен цар на бяло поле d5 · бял кон на бяло поле f5 · черен кон на черно поле g5 · черна пешка на бяло поле e4 · бяла пешка на бяло поле g4 · бяла пешка на бяло поле a2 · бял цар на бяло поле e2 | 7 |
| 6 | черна пешка на черно поле f6 · бяла пешка на черно поле h6 · черен цар на бяло поле d5 · бял кон на бяло поле f5 · черен кон на черно поле g5 · черна пешка на бяло поле e4 · бяла пешка на бяло поле g4 · бяла пешка на бяло поле a2 · бял цар на бяло поле e2 | черна пешка на черно поле f6 · бяла пешка на черно поле h6 · черен цар на бяло поле d5 · бял кон на бяло поле f5 · черен кон на черно поле g5 · черна пешка на бяло поле e4 · бяла пешка на бяло поле g4 · бяла пешка на бяло поле a2 · бял цар на бяло поле e2 | черна пешка на черно поле f6 · бяла пешка на черно поле h6 · черен цар на бяло поле d5 · бял кон на бяло поле f5 · черен кон на черно поле g5 · черна пешка на бяло поле e4 · бяла пешка на бяло поле g4 · бяла пешка на бяло поле a2 · бял цар на бяло поле e2 | черна пешка на черно поле f6 · бяла пешка на черно поле h6 · черен цар на бяло поле d5 · бял кон на бяло поле f5 · черен кон на черно поле g5 · черна пешка на бяло поле e4 · бяла пешка на бяло поле g4 · бяла пешка на бяло поле a2 · бял цар на бяло поле e2 | черна пешка на черно поле f6 · бяла пешка на черно поле h6 · черен цар на бяло поле d5 · бял кон на бяло поле f5 · черен кон на черно поле g5 · черна пешка на бяло поле e4 · бяла пешка на бяло поле g4 · бяла пешка на бяло поле a2 · бял цар на бяло поле e2 | черна пешка на черно поле f6 · бяла пешка на черно поле h6 · черен цар на бяло поле d5 · бял кон на бяло поле f5 · черен кон на черно поле g5 · черна пешка на бяло поле e4 · бяла пешка на бяло поле g4 · бяла пешка на бяло поле a2 · бял цар на бяло поле e2 | черна пешка на черно поле f6 · бяла пешка на черно поле h6 · черен цар на бяло поле d5 · бял кон на бяло поле f5 · черен кон на черно поле g5 · черна пешка на бяло поле e4 · бяла пешка на бяло поле g4 · бяла пешка на бяло поле a2 · бял цар на бяло поле e2 | черна пешка на черно поле f6 · бяла пешка на черно поле h6 · черен цар на бяло поле d5 · бял кон на бяло поле f5 · черен кон на черно поле g5 · черна пешка на бяло поле e4 · бяла пешка на бяло поле g4 · бяла пешка на бяло поле a2 · бял цар на бяло поле e2 | 6 |
| 5 | черна пешка на черно поле f6 · бяла пешка на черно поле h6 · черен цар на бяло поле d5 · бял кон на бяло поле f5 · черен кон на черно поле g5 · черна пешка на бяло поле e4 · бяла пешка на бяло поле g4 · бяла пешка на бяло поле a2 · бял цар на бяло поле e2 | черна пешка на черно поле f6 · бяла пешка на черно поле h6 · черен цар на бяло поле d5 · бял кон на бяло поле f5 · черен кон на черно поле g5 · черна пешка на бяло поле e4 · бяла пешка на бяло поле g4 · бяла пешка на бяло поле a2 · бял цар на бяло поле e2 | черна пешка на черно поле f6 · бяла пешка на черно поле h6 · черен цар на бяло поле d5 · бял кон на бяло поле f5 · черен кон на черно поле g5 · черна пешка на бяло поле e4 · бяла пешка на бяло поле g4 · бяла пешка на бяло поле a2 · бял цар на бяло поле e2 | черна пешка на черно поле f6 · бяла пешка на черно поле h6 · черен цар на бяло поле d5 · бял кон на бяло поле f5 · черен кон на черно поле g5 · черна пешка на бяло поле e4 · бяла пешка на бяло поле g4 · бяла пешка на бяло поле a2 · бял цар на бяло поле e2 | черна пешка на черно поле f6 · бяла пешка на черно поле h6 · черен цар на бяло поле d5 · бял кон на бяло поле f5 · черен кон на черно поле g5 · черна пешка на бяло поле e4 · бяла пешка на бяло поле g4 · бяла пешка на бяло поле a2 · бял цар на бяло поле e2 | черна пешка на черно поле f6 · бяла пешка на черно поле h6 · черен цар на бяло поле d5 · бял кон на бяло поле f5 · черен кон на черно поле g5 · черна пешка на бяло поле e4 · бяла пешка на бяло поле g4 · бяла пешка на бяло поле a2 · бял цар на бяло поле e2 | черна пешка на черно поле f6 · бяла пешка на черно поле h6 · черен цар на бяло поле d5 · бял кон на бяло поле f5 · черен кон на черно поле g5 · черна пешка на бяло поле e4 · бяла пешка на бяло поле g4 · бяла пешка на бяло поле a2 · бял цар на бяло поле e2 | черна пешка на черно поле f6 · бяла пешка на черно поле h6 · черен цар на бяло поле d5 · бял кон на бяло поле f5 · черен кон на черно поле g5 · черна пешка на бяло поле e4 · бяла пешка на бяло поле g4 · бяла пешка на бяло поле a2 · бял цар на бяло поле e2 | 5 |
| 4 | черна пешка на черно поле f6 · бяла пешка на черно поле h6 · черен цар на бяло поле d5 · бял кон на бяло поле f5 · черен кон на черно поле g5 · черна пешка на бяло поле e4 · бяла пешка на бяло поле g4 · бяла пешка на бяло поле a2 · бял цар на бяло поле e2 | черна пешка на черно поле f6 · бяла пешка на черно поле h6 · черен цар на бяло поле d5 · бял кон на бяло поле f5 · черен кон на черно поле g5 · черна пешка на бяло поле e4 · бяла пешка на бяло поле g4 · бяла пешка на бяло поле a2 · бял цар на бяло поле e2 | черна пешка на черно поле f6 · бяла пешка на черно поле h6 · черен цар на бяло поле d5 · бял кон на бяло поле f5 · черен кон на черно поле g5 · черна пешка на бяло поле e4 · бяла пешка на бяло поле g4 · бяла пешка на бяло поле a2 · бял цар на бяло поле e2 | черна пешка на черно поле f6 · бяла пешка на черно поле h6 · черен цар на бяло поле d5 · бял кон на бяло поле f5 · черен кон на черно поле g5 · черна пешка на бяло поле e4 · бяла пешка на бяло поле g4 · бяла пешка на бяло поле a2 · бял цар на бяло поле e2 | черна пешка на черно поле f6 · бяла пешка на черно поле h6 · черен цар на бяло поле d5 · бял кон на бяло поле f5 · черен кон на черно поле g5 · черна пешка на бяло поле e4 · бяла пешка на бяло поле g4 · бяла пешка на бяло поле a2 · бял цар на бяло поле e2 | черна пешка на черно поле f6 · бяла пешка на черно поле h6 · черен цар на бяло поле d5 · бял кон на бяло поле f5 · черен кон на черно поле g5 · черна пешка на бяло поле e4 · бяла пешка на бяло поле g4 · бяла пешка на бяло поле a2 · бял цар на бяло поле e2 | черна пешка на черно поле f6 · бяла пешка на черно поле h6 · черен цар на бяло поле d5 · бял кон на бяло поле f5 · черен кон на черно поле g5 · черна пешка на бяло поле e4 · бяла пешка на бяло поле g4 · бяла пешка на бяло поле a2 · бял цар на бяло поле e2 | черна пешка на черно поле f6 · бяла пешка на черно поле h6 · черен цар на бяло поле d5 · бял кон на бяло поле f5 · черен кон на черно поле g5 · черна пешка на бяло поле e4 · бяла пешка на бяло поле g4 · бяла пешка на бяло поле a2 · бял цар на бяло поле e2 | 4 |
| 3 | черна пешка на черно поле f6 · бяла пешка на черно поле h6 · черен цар на бяло поле d5 · бял кон на бяло поле f5 · черен кон на черно поле g5 · черна пешка на бяло поле e4 · бяла пешка на бяло поле g4 · бяла пешка на бяло поле a2 · бял цар на бяло поле e2 | черна пешка на черно поле f6 · бяла пешка на черно поле h6 · черен цар на бяло поле d5 · бял кон на бяло поле f5 · черен кон на черно поле g5 · черна пешка на бяло поле e4 · бяла пешка на бяло поле g4 · бяла пешка на бяло поле a2 · бял цар на бяло поле e2 | черна пешка на черно поле f6 · бяла пешка на черно поле h6 · черен цар на бяло поле d5 · бял кон на бяло поле f5 · черен кон на черно поле g5 · черна пешка на бяло поле e4 · бяла пешка на бяло поле g4 · бяла пешка на бяло поле a2 · бял цар на бяло поле e2 | черна пешка на черно поле f6 · бяла пешка на черно поле h6 · черен цар на бяло поле d5 · бял кон на бяло поле f5 · черен кон на черно поле g5 · черна пешка на бяло поле e4 · бяла пешка на бяло поле g4 · бяла пешка на бяло поле a2 · бял цар на бяло поле e2 | черна пешка на черно поле f6 · бяла пешка на черно поле h6 · черен цар на бяло поле d5 · бял кон на бяло поле f5 · черен кон на черно поле g5 · черна пешка на бяло поле e4 · бяла пешка на бяло поле g4 · бяла пешка на бяло поле a2 · бял цар на бяло поле e2 | черна пешка на черно поле f6 · бяла пешка на черно поле h6 · черен цар на бяло поле d5 · бял кон на бяло поле f5 · черен кон на черно поле g5 · черна пешка на бяло поле e4 · бяла пешка на бяло поле g4 · бяла пешка на бяло поле a2 · бял цар на бяло поле e2 | черна пешка на черно поле f6 · бяла пешка на черно поле h6 · черен цар на бяло поле d5 · бял кон на бяло поле f5 · черен кон на черно поле g5 · черна пешка на бяло поле e4 · бяла пешка на бяло поле g4 · бяла пешка на бяло поле a2 · бял цар на бяло поле e2 | черна пешка на черно поле f6 · бяла пешка на черно поле h6 · черен цар на бяло поле d5 · бял кон на бяло поле f5 · черен кон на черно поле g5 · черна пешка на бяло поле e4 · бяла пешка на бяло поле g4 · бяла пешка на бяло поле a2 · бял цар на бяло поле e2 | 3 |
| 2 | черна пешка на черно поле f6 · бяла пешка на черно поле h6 · черен цар на бяло поле d5 · бял кон на бяло поле f5 · черен кон на черно поле g5 · черна пешка на бяло поле e4 · бяла пешка на бяло поле g4 · бяла пешка на бяло поле a2 · бял цар на бяло поле e2 | черна пешка на черно поле f6 · бяла пешка на черно поле h6 · черен цар на бяло поле d5 · бял кон на бяло поле f5 · черен кон на черно поле g5 · черна пешка на бяло поле e4 · бяла пешка на бяло поле g4 · бяла пешка на бяло поле a2 · бял цар на бяло поле e2 | черна пешка на черно поле f6 · бяла пешка на черно поле h6 · черен цар на бяло поле d5 · бял кон на бяло поле f5 · черен кон на черно поле g5 · черна пешка на бяло поле e4 · бяла пешка на бяло поле g4 · бяла пешка на бяло поле a2 · бял цар на бяло поле e2 | черна пешка на черно поле f6 · бяла пешка на черно поле h6 · черен цар на бяло поле d5 · бял кон на бяло поле f5 · черен кон на черно поле g5 · черна пешка на бяло поле e4 · бяла пешка на бяло поле g4 · бяла пешка на бяло поле a2 · бял цар на бяло поле e2 | черна пешка на черно поле f6 · бяла пешка на черно поле h6 · черен цар на бяло поле d5 · бял кон на бяло поле f5 · черен кон на черно поле g5 · черна пешка на бяло поле e4 · бяла пешка на бяло поле g4 · бяла пешка на бяло поле a2 · бял цар на бяло поле e2 | черна пешка на черно поле f6 · бяла пешка на черно поле h6 · черен цар на бяло поле d5 · бял кон на бяло поле f5 · черен кон на черно поле g5 · черна пешка на бяло поле e4 · бяла пешка на бяло поле g4 · бяла пешка на бяло поле a2 · бял цар на бяло поле e2 | черна пешка на черно поле f6 · бяла пешка на черно поле h6 · черен цар на бяло поле d5 · бял кон на бяло поле f5 · черен кон на черно поле g5 · черна пешка на бяло поле e4 · бяла пешка на бяло поле g4 · бяла пешка на бяло поле a2 · бял цар на бяло поле e2 | черна пешка на черно поле f6 · бяла пешка на черно поле h6 · черен цар на бяло поле d5 · бял кон на бяло поле f5 · черен кон на черно поле g5 · черна пешка на бяло поле e4 · бяла пешка на бяло поле g4 · бяла пешка на бяло поле a2 · бял цар на бяло поле e2 | 2 |
| 1 | черна пешка на черно поле f6 · бяла пешка на черно поле h6 · черен цар на бяло поле d5 · бял кон на бяло поле f5 · черен кон на черно поле g5 · черна пешка на бяло поле e4 · бяла пешка на бяло поле g4 · бяла пешка на бяло поле a2 · бял цар на бяло поле e2 | черна пешка на черно поле f6 · бяла пешка на черно поле h6 · черен цар на бяло поле d5 · бял кон на бяло поле f5 · черен кон на черно поле g5 · черна пешка на бяло поле e4 · бяла пешка на бяло поле g4 · бяла пешка на бяло поле a2 · бял цар на бяло поле e2 | черна пешка на черно поле f6 · бяла пешка на черно поле h6 · черен цар на бяло поле d5 · бял кон на бяло поле f5 · черен кон на черно поле g5 · черна пешка на бяло поле e4 · бяла пешка на бяло поле g4 · бяла пешка на бяло поле a2 · бял цар на бяло поле e2 | черна пешка на черно поле f6 · бяла пешка на черно поле h6 · черен цар на бяло поле d5 · бял кон на бяло поле f5 · черен кон на черно поле g5 · черна пешка на бяло поле e4 · бяла пешка на бяло поле g4 · бяла пешка на бяло поле a2 · бял цар на бяло поле e2 | черна пешка на черно поле f6 · бяла пешка на черно поле h6 · черен цар на бяло поле d5 · бял кон на бяло поле f5 · черен кон на черно поле g5 · черна пешка на бяло поле e4 · бяла пешка на бяло поле g4 · бяла пешка на бяло поле a2 · бял цар на бяло поле e2 | черна пешка на черно поле f6 · бяла пешка на черно поле h6 · черен цар на бяло поле d5 · бял кон на бяло поле f5 · черен кон на черно поле g5 · черна пешка на бяло поле e4 · бяла пешка на бяло поле g4 · бяла пешка на бяло поле a2 · бял цар на бяло поле e2 | черна пешка на черно поле f6 · бяла пешка на черно поле h6 · черен цар на бяло поле d5 · бял кон на бяло поле f5 · черен кон на черно поле g5 · черна пешка на бяло поле e4 · бяла пешка на бяло поле g4 · бяла пешка на бяло поле a2 · бял цар на бяло поле e2 | черна пешка на черно поле f6 · бяла пешка на черно поле h6 · черен цар на бяло поле d5 · бял кон на бяло поле f5 · черен кон на черно поле g5 · черна пешка на бяло поле e4 · бяла пешка на бяло поле g4 · бяла пешка на бяло поле a2 · бял цар на бяло поле e2 | 1 |
|   | a | b | c | d | e | f | g | h |   |

В играта Борислав Ивков – Марк Тайманов, Белград 1956 г. черните се отказват от показаната позиция на диаграма 4, защото белите имат лесна победа, използвайки проходната си пешка a2 като примамка, за да отклонят царя на черните далеч от центъра и към дамския фланг, което позволява лесно произвеждане на пешката h6.